# はたらく細胞
『はたらく細胞』（はたらくさいぼう、英語: Cells at Work!）は、清水茜による日本の漫画。『月刊少年シリウス』（講談社）にて、2015年3月号から2021年3月号まで連載された。
清水のデビュー作で、2014年の第27回少年シリウス新人賞にて大賞を受賞した読切『細胞の話』を元とする。2022年5月時点でシリーズ累計部数は930万部を突破している。
とある「人」の体内で年中無休で働いている数十兆個もの細胞（主に免疫系の諸細胞が中心）を擬人化した物語。1、2話完結型のストーリーで、新米の赤血球「AE3803」や白血球「U-1146」などを中心に、群集劇の形で細胞たちの日常を描いている。
メディアミックスとして、原作者監修による複数のスピンオフ漫画が講談社各誌で連載されているほか、2018年からはテレビアニメが制作され、2024年には実写映画版が公開。

## 制作背景
最初から連載化を目標に創られた作品ではなく、商業とは無関係の読切作品が出版社の編集者の目に留まって連載化したものである。
作者の清水が日本マンガ塾在学中、当時高校生の妹から「細胞について覚えたいので読み切り漫画を1本描いて」と細胞を擬人化したキャラクターのイラストを提示されたのがきっかけと言う。折しも卒業制作のテーマを探していた清水は、このアイディアを基に卒業制作として『細胞の話』を描き、審査にあたった各出版社の編集者からも好評を得て「少年シリウス新人賞」への応募を勧められた。その後、上記のように大賞を受賞し、連載化まで至った。
2018年7月下旬には、連日の猛暑で熱中症が社会問題となっていることを受け、正しい知識を啓発するために編集部が第6話｢熱中症｣を特別に全ページ無料で公開している。編集部が作者およびアニメの制作委員会に事前に確認を取ったところ、どちらも快諾している。これと同時期にアニメがポカリスエットとコラボレーションして熱中症回の番外編を公開している。
2019年10月下旬からは乾癬パートナーズとコラボして、乾癬パートナーズウェブサイト、honto、および池袋駅構内広告スペースにて「はたらく細胞 乾癬編」が公開された（2020年10月現在はいずれも終了）。この話は単行本第6巻に「特別編」として収録された。

## 作風
元々作者本人は医療系に関わりが全くなかったため、細胞などの知識は高校生程度のものしか持っておらず、話を考える際はまず身体の機能を本などで調べ、それを題材に担当編集と打ち合わせしてストーリーの構成を決めている。打ち合わせの際は、話のプロットを1ページ漫画形式にして用意している。このやり方は本作から始めたものであり、言葉だけでは自分の意見をすべて伝えることが難しいと判断したためである。題材の選択はまず登場させる細胞を決めてから、その細胞に相対する菌や病気などを決定する順序を取っている。
登場キャラクターの擬人化は、細胞は人間化、病原体などはモンスター化・怪人化して描かれている。実際の細胞の姿を基に擬人化を行う場合（例として赤血球の帽子は実際の赤血球の形を模している）もあれば、音の響きなどからインスピレーションを得ることもあり、例えばステロイドは名前からアンドロイドを連想したためロボットとなった。なお、赤血球や白血球などは妹が描いたキャラ設定を基にしている。
キャラクターは全て細胞名・細菌名で統一されているため、基本的に個体ごとの固有の名前はない。他の細胞を呼ぶときは細胞名を使うが、同種の細胞間で呼び合うときは二人称を用いるか、白血球の場合は個体識別番号（赤血球にも存在するが作中ではほぼ使われない）、赤血球やキラーT細胞などの場合は先輩・後輩・班長などの肩書を用いる。血小板は互いにニックネームをつけている。
「自分の身体かもしれない」と思って読んでもらうほうが読者も楽しめそうということで、細胞たちの宿主たる人間自身については描かない方針で、年齢や性別を特定し得る病気もなるべく登場させないようにしている。

## 評価
- 宝島社『このマンガがすごい!』2016年版で7位にランクインした。
- 2017年にフランスの新聞『ル・モンド』が紹介する「この夏推薦する図書リスト」で13作品のうちの一つに選ばれた[9][10]。
- 2021年2月16日放送の『林修の今でしょ!講座』内の「現役東大生500人に聞いた勉強になる漫画ランキング」で5位にランクインした。東京大学の医学科の授業でも引き合いに出されることがあり、医療関係者もこの漫画の細胞の描写はとても正確だと認めて絶賛するほどだと紹介された[11]。
- テレビアニメ版への評価も非常に高く、全国の学校で授業に使用されたり、中国の国営放送で14年ぶりにアニメとして放送されるなど、多くの反響を呼んでいる→#反響

## 登場キャラクター
劇中では、体内の細胞がもつ様々な機能が職業や技能として表現されており、個々の細胞はその職種に所属する人物として描写されている。同種の細胞でも外見や性格は違い、特に赤血球と好中球には個別の識別番号も存在する。登場キャラクターとして明確に区別されている個体についても個別に記述する。
血球・免疫細胞・一般細胞以外はほとんどが単発登場のゲストキャラクターである。
「声」はテレビアニメ版における担当声優。

### 細胞

#### 血球
赤血球（せっけっきゅう）
ヘモグロビンを多く含むため赤い。血液循環によって体の隅々の細胞へ酸素を運搬し、肺へ二酸化炭素を送る。
作中では宅配便の配達員のようなキャラクターであり、箱や台車を使って酸素や二酸化炭素を運ぶほか、食べ物（栄養）を運搬したり、薬品を配達することもある。動脈では急ぎ足、静脈ではのんびり移動する。白血球と異なりミトコンドリアを持たない為、ブドウ糖がエネルギー源となる（劇中ではアイスクリームや饅頭を食べるという描写で表現している）。
制服は黒の半袖Tシャツに赤いジャケット。ジャケットはリバーシブルになっており、動脈と肺静脈では明るい赤側、静脈と肺動脈では暗い赤側が表となる。男女両方のキャラクターが存在し、女子はインディゴブルーの短パンと短めの黒い靴下に赤い靴。男子は女子と同色ズボンに赤のロングブーツ。どちらも実物の赤血球の形を模した帽子を被っている。
外傷から体外に放り出されてしまう危険があるほか、溶血性の細菌など赤血球の命を狙う外敵 の襲来にも晒されるが、免疫細胞キャラクターのような戦闘能力は無いため、基本的には逃げるしかない。
AE3803
声 - 花澤香菜
主人公の一人。赤毛をショートカットにした女性で、帽子の中からでも飛び出すアホ毛が特徴。極度の方向音痴でよく迷子になる新米のドジっ子運送屋だが、性格は純粋で一生懸命。細菌の侵入など、トラブルの現場に居合わせることが多い。肺炎球菌に襲われた際に、白血球U-1146番と知り合う。
読切版でも主人公を務めている。
赤芽球（せきがきゅう）
声 - 花澤香菜（AE3803）、泊明日菜
赤血球の幼少時代の姿。前駆細胞として生まれた後、造血幹細胞によって赤血球に選別された者が赤芽球として成長する。一人前になるまでは赤色骨髄の中で過ごし、迷路遊びやかくれんぼでその資質を育んでいく。卒業時に細胞核（帽子に付いたポンポン）を千切り取ることで赤血球となる。
AE3803はこの頃から迷子になりやすく、訓練の際に骨髄の中で迷い、緑膿菌に襲われたことがあるが、骨髄球（後の好中球1146番）に救われている。

AA5100
声 - 遠藤綾
赤血球AE3803の先輩。茶色でロングヘアーの女性。迷子になりやすいAE3803を気にかけており、よく一緒に配達をしてあげている。赤血球としては優秀で頼もしいが、他の細胞や細菌に対する知識や術には疎く、手伝いに出されては振り回されたり、細菌の襲撃に取り乱すことが多い。
原作第4話で初登場。AE3803と栄養分を運んでいる途中、すり傷に吸い込まれそうになったが間一髪の所で助かっている。
アニメでは第1話から登場しており、肺の中で二酸化炭素を運んできて迷っていたAE3803に声をかけて案内をしている。
NT4201
声 - 石川由依
新米赤血球。釣り眼で黒髪の長身女性。教育係を任されたAE3803が圧倒されるほど優秀で、クールな性格の持ち主。当初は傲慢な面が目立ち、免疫細胞のことを「野蛮」と称したり、AE3803に対しては「要領が悪い人物」として見下していたが、出血性ショックによる世界（体）の異変の中でも取り乱すことなく懸命に仕事を続けようとするAE3803の姿を見て彼女への認識を改め、また次第に周囲と打ち解けていく。
原作では出血性ショックの回のみの登場だが、アニメではDB5963と同じシーンやアニメオリジナルのシーンでの出番が追加されている。
DB5963
声 - 近藤孝行
輸血によって体内に運ばれた、別の「体」からやってきた赤血球たちのリーダー格。眉毛の太い青年の姿をしており、喋りに独特のなまりがある。出血多量で滅亡寸前に陥る世界（体）を救うべく尽力し、復興を成し遂げる。元来のフランクな面もあり、古くからいた血球たちとはすぐに馴染んでいる。
輸血でやってきた赤血球たちはジャケットが長袖で、男子がロングブーツではなく黒い靴下に短靴（背景に描かれた赤血球には、赤い長靴で雪だるまやイグルー風のかまくらを作る個体たちもいる）。女子は前開きでマジックテープ装着の深靴（スノーブーツ）。 制服の微妙な違いで、元から居る赤血球と識別が可能。

白血球 / 好中球（はっけっきゅう / こうちゅうきゅう）
声 - 田所陽向
白血球と呼ばれる細胞にはいくつかの種類があるが、その一種である「好中球」を白血球と俗称することも多く、本作の「白血球」も主に好中球を指し、作中の解説では「白血球（好中球）」のように併記される。好中球は体内に侵入したウイルス、細菌などの駆除が主な役割。抗原提示を必要としない自然免疫系の白血球であり、病原体の侵入時には真っ先に対処行動を取る。
劇中では、侵入者に対処する警備部隊として何万何億という個体が存在する。平時は赤血球たちに混ざって血管内をパトロールし、侵入者を見つけるや否や、常備しているダガーナイフで斬殺する。戦闘に関しては容赦が無く、外敵駆除後も返り血まみれの姿で平然と闊歩している。その為、赤血球や一般細胞からは恐怖を抱かれ、血に飢えた凶暴な奴らと思い込まれているが、実はほのぼの系で優しく、基本的に温厚な性格。
実際の好中球は細胞の隙間を移動する「遊走」と呼ばれる機能を持つが、キャラクターとしての好中球も部屋の排気口など、正規の通路でない場所を通り抜けて神出鬼没に移動することができる。また、L-セレクチンと呼ばれる接着分子を持っており、血管内皮細胞に張り付く事が出来る。
白髪で肌も青白く、瞳にハイライトが描かれない。制服は純白の長袖ロングジャケットに長ズボンと帽子で、帽子の前面には「白血球」と書かれ、左下側に個人ナンバーが書かれたプレートが、後頭部には付近の抗原に反応するレセプターが付いている。ジャケットの袖ポケットには白血球（White Blood Cell）を表す「WBC」と刺繍が入っている。武器として主にダガーナイフで戦うが、稀に投げナイフも使う。強力な侵入者に対しては他の免疫細胞と共同戦線を張ることもある。細菌に敗れれば死亡し膿となる。
本編で登場しているのは男性のみだが、スピンオフ作品『はたらく細胞BLACK』には女性の好中球も登場する。
1146番
声 - 前野智昭
主人公の一人。好中球課所属の男性で、個人ナンバーは「U-1146番」。ナンバーの由来は「いい白」の語呂合わせから。
右目が前髪に隠れた個体。冷静かつ仕事に真面目で、面倒見も良い性格をしており、AE3803をはじめ非免疫細胞との交流が多いことから、キラーT細胞からは「平和ボケ」と罵られている。しかし、異物を発見した際には他の好中球同様に殺伐とした態度になり、罵声を浴びせながら容赦なく侵入者を切り裂き排除する。
トラブルに遭遇しやすい赤血球AE3803とよく同じ場所に居合わせ、「また会ったな」と声をかけるのがお約束。血液循環の回では心配のあまり彼女を尾行している。
登場キャラクターで唯一、原作全6巻全ての表紙を飾っている。また、スピンオフ作品『はたらく細菌』においても、解説コラム「おしえて白血球さん！」で登場している。
読切版でも原型となるキャラクターが登場。この時の白血球の評判が良かったため、連載版でもメインキャラとなるが、作者自身は読切において彼を適当に描いていたため、具体的にどこが魅力なのか理解できておらず、連載初期は描くのに苦労したという。誰が見てもかっこいいものをイメージし、ウルトラマンや『ドラゴンボール』の孫悟空などのヒーローキャラクターを参考にキャラクターを固めていった。
好中性骨髄球（こうちゅうせいこつずいきゅう）
声 - 村中知
白血球（好中球）の幼少時代の姿。
幼少期のU-1146は、緑膿菌に襲われていた赤芽球AE3803を助けたことがある。緑膿菌に叩きのめされ「赤芽球を差し出せば助けてやる」と言われても、断固として拒否する正義感の強い少年だった。
白血球として成長した後、肺炎球菌襲撃の際にAE3803と再会したが、互いに緑膿菌の件の相手だとは気付かなかった。

4989番
声 - 熊谷健太郎
クセ毛の個体。その他、デフォルメ時によくギョロ目になる、時々語尾に「〜けろ」を付けて話すといった特徴がある。
1146番の友人で、後述の2048番と2626番も合わせた4人でズッ友宣言の写真を撮った仲。特に4989番は第6話で1146番が熱中症になった事をからかったり、第3巻巻末おまけページで無茶をした彼を気遣ったり、アニメでは第4話においてアニサキスの声だけで吹っ飛ばされた事をからかう（原作では別個体）など、好中球仲間のなかでも親しさが強調されている。洗い場で泳いだり、焚火でマシュマロを焼くなど自由奔放な性格の持ち主。
脇役や端役として、好中球が活躍するエピソードのほぼ全てに登場している。
正式な初登場は第4話で、細菌との戦闘中に危うく体外へ放り出されそうになるが、建物の残骸にしがみついて命拾いする。アニメでは第1話から登場しており、侵入した肺炎球菌を追う為に仲間と無線でやり取りしている。第26話では1146番を介さず、単独でAE3803と交流する様子が描かれている。
2048番
声 - 佐藤健輔
刈り上げボブの個体。1146番の友人。好中球の中では4989番に次いで出番が多い。
第1話の最後に登場し個人ナンバーも確認できるが、正式な初登場は第4話で、細菌に苦戦しているところをU-1146に助けられる。
2626番
声 - 柳田淳一
前髪で目元が隠れた個体。1146番の友人。
正式な初登場は第19話。第3話からモブキャラクターとして登場しているが、2048番や4989番と比べると登場頻度は低く、個人ナンバーの初出も第16話 である。アニメではオープニング映像中や原作では未登場の第2話（原作第4話）などにも登場する等々、出番が若干増えている。
2001番
声 - 江越彬紀
短髪の個体。原作では第1話のラストに新米白血球の指導員として2コマ、および最終話に第1話のオチの再現という形で1コマ登場。同じ髪形の好中球は何度か登場するものの、2001番として明確に登場しているのはこの計3コマのみである。
原作ではほぼ単発のモブキャラクターであるが、アニメでは上記の3名とともに設定画が用意されており、第2話（原作第4話）や第10話（原作第15話）にも登場する。
好中球先生
声 - 日野聡
第7話にて、赤色骨髄で赤芽球達の避難訓練に細菌役として登場。普段はにこやかで優しいが、訓練開始と同時に鬼の形相で赤芽球たちを追いかけ回した。訓練中に迷子になった赤芽球AE3803と骨髄球U-1146が緑膿菌に襲われそうになったところに駆けつけ、緑膿菌を駆除した。

血小板（けっしょうばん）
声 - 長縄まりあ（リーダーちゃん）、石見舞菜香（うしろまえちゃん）、春野杏（副リーダーちゃん）、赤尾ひかる、森永千才（きょろちゃん）、立花芽恵夢、天野聡美、山根綺、白城なお、陶山恵実里、田中沙耶、関根瞳
血管壁がすり傷などで損傷した際に、集合して血栓を作り傷口を塞ぐ役割を持つ細胞。二次血栓として赤血球や白血球を絡め取り、外傷の場合にはこれが乾いてかさぶたになる。
劇中では、血管の破損箇所を道路の舗装工事のように修理してまわる一団で、仕事が無い時も通行人としてよく姿を見せる。白血球（好中球）と結合することで遊走する能力があり、白血球（好中球）に肩車されるという形で表現されている。
二次血栓の生成時には、周囲の赤血球や好中球を呼び集め、ネット状の補修器具で有無を言わさず拘束して破損箇所を塞ぐ。
実際の血小板が赤血球や白血球より小さいことに倣い、キャラクターの見た目も幼稚園児から小学校低学年くらいの幼い子供の姿をしていて、言動も子供っぽい。制服はスモックのような大き目のTシャツと半ズボンに長靴、さらに「血小板」と書かれた野球帽型の帽子をかぶる。靴に関しては横縞模様のルーズソックスと運動靴を履いている個体も見られる。
劇中でレギュラーとして登場するのはロングヘアの女の子（リーダーちゃん）がリーダー格の一群で、アニメではリーダーがホイッスルを吹きながら作業のまとめ役をこなしている。「あのねあのね」が口癖。仕事以外では主に帽子を逆向きに被った子（うしろまえちゃん）と行動を共にしている。
読切版でもロングヘアの個体が登場。『はたらく血小板ちゃん』ではメインキャラクターとなっている。
巨核球（きょかくきゅう）
声 - 甲斐田裕子
血小板の前身 で、骨髄中最大の造血系細胞。赤芽球や骨髄球とは異なり、巨核球自体が血小板になるのではなく、巨核球から分離した細胞質が血小板となる。
第26話から登場。成人女性の姿をしている。服装は血小板のものと類似しており、水色のシャツの上に白のジャケット、「巨核球」と書かれた帽子をかぶり、白の短パンに黒のゴム長靴を履いている。劇中では血小板を生み出すと同時に教育する存在として描かれており、血小板たちからは「ししょー（師匠）」と呼ばれている。
元々第7話においてプロット段階まで登場を検討されていた が、没となったため、同話が収録されている単行本第2巻の血球分化過程図 に存在が記載されるに留まり、本編での初登場は第26話まで先送りとなった。プロットのラフ画では帽子の文字を除いて血小板と全く同じ服装をしており、サイズも同じのため肌に密着かつへそ出し状態のスタイルとなっていた。

#### 免疫細胞
好中球以外の免疫細胞（血球系の細胞を含む）について記載する。
劇中の免疫系は指令系統を持つ防衛組織として描写されている。好中球などの自然免疫が初動対処を行い、しばらく経った後に抗原提示細胞であるマクロファージや樹状細胞が病原体の抗原情報をヘルパーT細胞へ伝達し、ヘルパーT細胞の指示によってリンパ球が駆除活動を始めるという、実際の免疫系の働きを模した構成になっている。
キラーT細胞・単球・マクロファージは複数個体のチームで登場することが多いが、それ以外の免疫細胞はほとんどの場合単体で登場しており、主要キャラクター以外の個体が登場することは稀である。
T細胞の仲間
白血球の一種である、各種のリンパ球。
ヘルパーT細胞（ヘルパーティーさいぼう）
声 - 櫻井孝宏、小松未可子（未熟胸腺細胞時代）
抗原提示を受け、キラーT細胞やB細胞などへ外敵の情報や対策などを指示するリンパ球。
第1話から登場。メガネ男子の司令官として描かれている。体育会系であるキラーT細胞を暑苦しいと評し、仕事中でも構わずティータイムを楽しむなど、一見弛んだ性格をしているが、必要とあらば戦いの現場に姿を見せる気概もある。
ヘルパーT細胞に分化する前の胸腺学校時代は無駄を嫌う優等生で「ヘルパーにも制御にもキラーにも道が開ける天才」と称されたエリートであったが、同期の胸腺細胞（現・キラーT細胞〈班長〉）から「部下が恐がるから肩の力を抜いたほうがいい」と言われたことが後の人格形成に寄与する結果となる。
読切版でも登場。眼鏡がごく一部のコマ以外では透けていないということを除くとデザインは連載版とほぼ同じ。他の免疫細胞を下っ端と呼ぶなど、やや上から目線の態度が目立つ。
制御性T細胞（せいぎょせいティーさいぼう）
声 - 早見沙織
T細胞の暴走を抑制するリンパ球。
第1話から登場。ヘルパーT細胞の秘書のような立ち位置でスーツ姿の女性として描かれている。冷静沈着であるが、杓子定規すぎる一面もあり、その弱点を利用され、がん細胞の傀儡にされてしまったこともある。劇中では基本的に文官のような立ち位置にいるが、戦闘力はキラーT細胞に勝るとも劣らない。
胸腺学校時代はヘルパーT細胞やキラーT細胞と同期だった。
キラーT細胞（キラーティーさいぼう）
声 - 鈴木崚汰、梶原岳人、佐々木義人
細胞傷害性T細胞とも呼ばれ、ヘルパーT細胞の命令を受け、ウイルス感染細胞やがん細胞などの異物を殺すリンパ球。
第1話から登場。白血球（好中球）と同じく複数の個体が登場し、統制された武闘派の“殺し屋”や軍隊 のような部署として描かれている。制服は「KILL」と書かれた黒い帽子と黒い半袖長ズボンの作業着で、サングラスを掛けたり、黒い戦闘用ヘルメットや防護服を着用した個体も確認できる。戦闘時は主に素手でのパンチを用いるが、アニメ第7話ではがん細胞に対してナイフを用いている。
班長
声 - 小野大輔、東内マリ子（未熟胸腺細胞時代）
劇中で主に活躍するキラーT細胞で、彼らのリーダー格。跳ねた金髪で筋骨隆々の男性個体。他のキラーT細胞同様、典型的な体育会系であり、赤血球など非力な細胞に対し粗暴な言動をとる人物だが、単純な性格なため、NK細胞にいいように利用されることもある。また、唯一マクロファージに対しては敬語で話す。血小板と接する時は、台詞自体は書かれていないが、水の入ったバケツを貸してくれるよう頼む、仁義を尊ぶ一面もある。
病気などで有害化した細胞も殺すという自分の役割から、他の細胞たちと距離を置こうとするが、実は仲良くなりたいとも思っている。赤血球AE3803と親しくなった白血球U-1146番を羨んで殴ったりもしているが、先に一般細胞と遊んでいた部下に引きずられる形でバドミントンに参加し、白血球に点数係をやらせつつ楽しんでいる。
胸腺学校時代はひ弱で落ちこぼれと揶揄されていたものの、同期の胸腺細胞の助けもあり無事ナイーブT細胞として卒業した。その際、ライバルであった胸腺細胞（現・ヘルパーT細胞）からかけられた言葉が人格形成に寄与している。
読切版でも登場（ただし一体のみのため「班長」ではない）。
メモリーT細胞（メモリーティーさいぼう）
声 - 竹内良太
キラーT細胞の一部。前回の抗原との戦いを記憶しており、同じ抗原が出現した際、抗原提示を待たずに速やかな再攻撃をしかけられるようになっている。
第3話にインフルエンザを経験した個体が登場。服装はキラーT細胞とほぼ同じで、「MEMORY」と書かれた帽子をかぶっている。抗原の記憶は、可愛らしいノートに記録としてまとめているという描写になっている。
第23話のがん細胞復活エピソードからは、戦闘経験のある上記の班長がメモリーT細胞となっている。また、再発したがん細胞の討伐時にパーフォリン・キャノン・パンチを決めた。

ナイーブT細胞（ナイーブティーさいぼう）
声 - 田村睦心（アニメ第3話登場個体）
抗原と一度も遭遇したことがない未熟なT細胞。樹状細胞などから抗原提示を受けることでエフェクターT細胞として活性化し、各種T細胞へ分化する。
第3話「インフルエンザ」においてT細胞戦闘員の新米として登場する。服装はキラーT細胞とほぼ同じで、「NAIVE」と書かれた帽子から跳ねた前髪が一房だけ出ている少年。素手で戦うキラーT細胞とは異なり、反り身のナイフで武装していたが、性格は臆病で、まともに戦えないことを先輩であるキラーT細胞たちから叱られる。
第12話などで別の個体も登場するほか、回想シーンでは現在のキラーT細胞たちがかつてナイーブT細胞だった頃の姿も登場する。
エフェクターT細胞（エフェクターティーさいぼう）
声 - 乃村健次
ナイーブT細胞が樹状細胞の効果で活性化したもの。
第3話において、上記のナイーブT細胞が樹状細胞の助言により活性化した姿。見た目は先輩のキラーT細胞以上に逞しくなり、跳ねた前髪は上方に伸びている。分裂増殖も完了しているため同じ姿をしたものが複数現れ、一気に免疫細胞系の戦力の主力となる。インフルエンザB型を一掃するために奮闘するが、B型掃討後に出現したA型に返り討ちにされ、元のナイーブT細胞に戻ってしまう。再登場時には活性化後の姿となっており、登場するのも一体だけである。第3話で活性化した時の帽子はまだ「NAIVE」のままだったが、第11話からは「EFFECT」と書かれた帽子に変わっている。

B細胞の仲間
T細胞と同じくリンパ球の一種。
B細胞（ビーさいぼう）
声 - 千葉翔也
「抗体産生細胞」とも呼ばれる、抗原に対して抗体を発明し駆除するリンパ球。
第2話から登場。劇中では明るい熱血漢の青年で、白血球（好中球）たちの制服と似たデザインの青い帽子にジャケット、ズボンを穿いており、ドラムバッグ型の抗体入りのタンクを背負い、Y字型の銃身を持つ射撃武器（形状は登場するたびに変わっている）を持ち歩く。
後述のマスト細胞とは途轍もなく仲が悪く、スギ花粉アレルギーの惨事を引き起こした際は責任問題でマスト細胞と激しい言い争いになった。
第19話では、カンピロバクターをおびき寄せるためのパイエル板に仲間のB細胞が複数登場している。
読切版でも登場。
記憶細胞（きおくさいぼう）
声 - 中村悠一
抗原の免疫を記憶しているリンパ球で、同じ抗原が現れた際のB細胞の抗体製造を補佐する。
第2話から登場。抗原情報を記録・管理する文官系の男性として描かれており、抗原特定のため現場にも出向くこともある。抗原の記憶についての表現は、初登場時は「いいつたえメモ」という形で代々残されてきたものという描写で、それ以降はB細胞と共有のオフィスに書類や模型などの形で抗原のサンプルデータが保管されているという描写になっている。B細胞の抗体の製造にかかわっているため、B細胞からは頼られている。
思い込みが激しいうえに、事あるごとに大きなリアクションを取る人物で、言い伝えの解釈から心配性になってスギ花粉の襲来を「古くから伝わる『世界の終わり』」だと怯えたり、過去の出来事を夢に見たのを「未来予知」と勘違いし、騒いだこともある。
読切版でも登場。

単球の仲間
白血球の一種。
マクロファージ
声 - 井上喜久子（リーダー格）、木村珠莉、貫井柚佳、咲々木瞳、幸村恵理
細菌などの異物を捕らえて殺し、抗原や免疫情報を見つけ出す役割をもつ。
第1話から登場。純白のエプロンドレスを纏った穏やかな口調の女性。一見するとか弱そうだが、外敵への殺傷能力はかなり高く、集団で現れたウイルスにも動じず、笑顔で巨大な鉈や鈍器を振り回す。赤芽球や未熟胸腺細胞の育成も行っており、彼らのクラス担任を務めている者もいる。
『はたらかない細胞』では、赤芽球の問題児の扱いに苦悩している個体が主要キャラクターとして登場する（#『はたらかない細胞』のキャラクターを参照）。
単球（たんきゅう）
声 - 井上喜久子（アニメ第10話）
貪食性、遊走性が旺盛な強力な免疫細胞。血管から外に出るとマクロファージに変化する。
第2話から登場。黄色の全身防護服にゴム手袋と長靴の人物として描かれる。寡黙であり、身振り手振りで意思表示を行う。親指を立てるのが合図で、仕事時以外ではゴルフのスイングの練習をするなどコミカルな部分もある。マクロファージへの変化は服を着替える（防護服などを脱ぐ）という描写になっている。
読切版では、単球とは明記されていないが、単球と同じように防護服を着た細胞が登場。白血球に寿命を告げ、脾臓へ案内する。連載版の単球とは異なり、普通に言葉を話している。
単芽球（たんがきゅう）
単球およびマクロファージの幼少時代の姿。目が大きな半袖の少女の姿で描かれている。本編未登場。

樹状細胞（じゅじょうさいぼう）
声 - 岡本信彦
体内に侵入してきた細菌や、ウイルス感染細胞などの断片を抗原として提示し、他の免疫系の細胞に伝える役割を持つ免疫細胞。
周囲に突起を伸ばした大樹の中で、受付のような場所にいる男性となっている。緑色の制帽・制服でネクタイを締めており、制帽の端から枝が生えている。
第1話では大樹のみ登場しており（アニメでは白血球と赤血球が肺に行く途中で受付の横を通るが、台詞は無い）、正式な初登場は第3話。現実とは異なり、自ら抗原情報を確認しに行動するのではなく、マクロファージなどからの抗原提示を各所に伝える連絡係といった役割に徹している。自身の仕事を楽しんでいる節があり、不気味な笑みをたびたび浮かべる。カメラで隠れて各細胞たちを撮影し、それを昔のアルバム写真として所持している。
乳酸菌の生成する多糖類を補給すると活性化して性格が変わり、派手な格好になる（サングラスとコートを身に纏い、制帽の枝から花が咲き、鞭を持つ）。免疫細胞たちの恥ずかしい写真（サイトカイン）をバラまき、彼らを活性化させる。
第12話では髪色が異なる別個体が1人登場しているほか、第19話ではカンピロバクターをおびき寄せるためのパイエル板に仲間の樹状細胞が複数登場している。
ランゲルハンス細胞（ランゲルハンスさいぼう）
声 - 清川元夢
異物の侵入を体内に知らせるのと、体表の乾燥を防ぐ役割を主に担う、樹状細胞の一種。
第16話に登場。眼鏡に蝶ネクタイで口ひげと顎ひげを生やした西洋紳士風の男性として描かれている。
デングウイルスに感染した時には、目を光らせて「デデーン」と奇声を発している。

マスト細胞（マストさいぼう）
声 - 川澄綾子
過剰に作られたIgE抗体の刺激に反応して、装置を操作しヒスタミンやロイコトリエンなどの化学物質を分泌する。「肥満細胞」とも呼ばれるが、肥満とは関係ない。
第2話から登場。黒いストレートのロングヘアに白衣を着た女性として描かれている。融通がきかないほど生真面目な上、ヒステリックな性格をしており、激怒しやすい。「肥満細胞」と呼ばれることを嫌う。
マニュアル通りに仕事をしているが、ヒスタミンは正常な細胞にも影響が出る（アレルギーの直接的原因になる）ため、一般細胞から苦情が来ることもあり、当人の性格も相まってしばしば言い争いに発展する。
他の細胞と衝突することの多い彼女だが、それを上回るがの如くB細胞とは犬猿の仲。スギ花粉アレルギーの惨事を引き起こした際は、責任問題でB細胞と激しい言い争いになるなど、彼とは非常に仲が悪い。
読切版でも登場。
白血球の仲間
本来はリンパ球や単球も白血球に含まれるが、以下ではそれらと好中球を除いた白血球（いずれも好中球と同じく顆粒球）を挙げる。
好酸球（こうさんきゅう）
声 - M・A・O
寄生虫が体内に侵入した際、その殺傷を助けるなど、寄生虫感染に対する防御を行う。
第5話から登場。金髪をツインテールにまとめ、 ピンク色のツナギを着た女性として描かれている。服の色は現実の細胞が実験に使われる際の染色の色が基で、ツインテールも同じく現実の細胞の核が2つに分かれてることを表している。武器には二股の槍を用いている。細菌に対しての戦闘能力は弱いが、それでも赤血球たちを守ろうと立ち向かうなど使命感は強い。基本的にクールだが、照れ屋でほめられると弱い一面もある。U-1146とは骨髄球時代からの同期にあたる。
細菌との戦いではほとんど戦力にならず、非免疫細胞たちからも軽視されていたものの、本業の寄生虫退治で実力を発揮。好中球でも歯が立たないアニサキス（細胞たちの視点では大蛇のような巨大怪物）を単身で撃破し、一気に評価を好転させる。
好酸性骨髄球（こうさんせいこつずいきゅう）
第27話で描かれた、好酸球の幼少期の姿。訓練で細菌のぬいぐるみに泣いてしまうほど臆病だった。この頃からU-1146と共に行動していた。

好塩基球（こうえんききゅう）
声 - 杉田智和
特定の抗原に出会うとヒスタミンなどが放出され、アレルギー反応を引き起こすとされている。好中球と好酸球を問題部位に導く役割も持つが、解明されていない点も多い。
第5話から登場。傘を持ち、口に黒マスク、頭に青ニット帽、さらにその上に青緑のレインコートを着用して目以外を覆った姿をした男性として描かれている。ミステリアスなキャラクターとなっており、修辞過剰で難解な言い回しで喋るために好中球やマスト細胞には言っていることがあまり理解できないが、好酸球は理解できている模様。体で事件が発生しても一切あわてることなく落ち着いている。
好塩基性桿状核球（こうえんきせいかんじょうかくきゅう）
第27話で描かれた、好塩基球の少年時代の姿。この頃は素顔をさらしていて美形に描かれている。骨髄球時代のU-1146や好酸球の先輩にあたり、彼らにとっては憧れの存在で、多大な影響を受けた。この頃から一人で『細と胞の詩』という詩集を読んでいたり、難解な言い回しをしたりと異質な存在感は変わっていないが、ボートで立ち上がってバランスを崩し湖に落ちる天然な一面も見せる。
左方移動（成熟寸前の桿状核球も戦闘員に動員される）の後に行方がわからなくなったうえ、白血球のうち1%未満しかいない好塩基球とは思いもよらず、U-1146たちは長い間この先輩がその時に死んだと思い込んでいた。

NK細胞（ナチュラルキラーさいぼう）
声 - 行成とあ
全身をパトロールし、がん細胞やウイルス感染細胞を見つけ次第攻撃するリンパ球。リンパ球としては珍しく自然免疫であり、抗原提示がなくとも自己判断で異物を攻撃できるのが強み。
第8話から登場。黒のタンクトップに短パン姿、サーベルを武器として用いる攻撃的な筋肉質の女性として描かれている。現場に居合わせたキラーT細胞をからかったりするが、頭の切れる面もある。笑うことでその刺激により活性化して強くなるが、逆にストレスを感じると極端に弱体化してしまう。
樹状細胞所有のアルバムによれば、ルーキー時代はゴスロリファッションだったらしく、現在では見た瞬間発狂するほどの黒歴史らしい。この活性化した時にサーベルにひびが入り、ライトセーバーのような光る剣に変化する。
なお、がん細胞の回想シーンでは男性型の個体も登場している（金髪に黒のタンクトップ、女性と同色のズボンにロングブーツ姿）。
読切版でも登場。
M細胞（エムさいぼう）
声 - 速水奨
腸内の免疫器官であるパイエル板の表面に存在する細胞。病原体を捕らえ、樹状細胞に引き渡す役割を持つ。
第19話に登場。ダンディなバーテンダー風の男性として描かれている。腸で暴れている細菌をお客として歓待するふりをしながら、免疫細胞たちに包囲させる。

#### その他の細胞・体内器官
以下の中には、アニメのエンディングクレジットで細胞の種類が明かされたものも存在する。
一般細胞（いっぱんさいぼう）
声 - 石田彰、小林裕介、前田弘喜ほか
一般市民のような存在。「細胞」と書かれたTシャツを着ているのが特徴。赤血球から酸素と栄養素を受け取り、ひたすら細胞分裂を繰り返すのが役目。作中では集合住宅に住み、室内で培養槽を用い自身のコピーを製造・育成する仕事として表現される。赤血球から酸素が届かないと酸欠で死亡してしまうので、出血性ショックの回では命の危機に晒された。
咽頭の一般細胞
声 - 小林裕介
第11話で初登場した一般細胞側のメインキャラの一人。これといって特徴のない細胞だが、コピー元の細胞が自身の誕生直後に感染で免疫細胞に殺された過去があり、免疫細胞に対して複雑な感情を抱いている。第20話から第25話までの乳酸菌に関わる一連のエピソードでは、赤血球AE3803に代わって白血球U-1146と行動を共にしており、半ば主人公のように活躍している。

消化管細胞（しょうかかんさいぼう）
声 - 梶原岳人、柳田淳一
消化器を構成している細胞。具体的にどの細胞かは明記されていない。
第3話で初登場。水色の調理員のような制服とマスクで、白い長靴を履いている。劇中では、調理場のような場所で、胃や小腸などから吸収した栄養素をサンドイッチなどの形に処理している。消化器やその周辺が舞台のエピソードで端役として登場することが多い。
汗腺細胞（かんせんさいぼう）
声 - 江越彬紀（隊長）、貫井柚佳
汗腺を構成する細胞。
第3話で初登場。指令室のような場所で発汗機能をコントロールしている。第3話では背広・ワイシャツ姿で描かれていたが、第6話からはオレンジ色のジャケットと制帽を着用している。隊長はもみあげの大きな男性で、熱中症の際には自棄を起こして「雨乞い」の儀式を始めている。
神経細胞（しんけいさいぼう）
声 - 江越彬紀、柳田淳一（交感神経細胞隊長）
神経系を構成する細胞。
第5話に登場。胃の異常を感知し、警報を鳴らす。
第18話では交感神経の細胞が登場し、血球の少なさを血圧による血流増加で補おうとしたが、かえって出血をひどくしてしまう。
また、神経系とは明記されていないものの、アニメ第12話では背広姿の中高年男性たちが会議をしているシーンがあり、その会議室の壁に「自律乃心」という、自律神経系を示唆するような揮毫の額が掲げてある。頭部の損傷による出血性ショックの際に、他のメンバーに対応を求められた長官が体内に「緊急事態」を宣言し発令した。
造血幹細胞（ぞうけつかんさいぼう）
声 - 木村珠莉、森永千才、長谷川育美
赤血球、白血球、血小板などの血液細胞を産生する幹細胞。
第7話で初登場。看護師姿の女性で、機械で生み出された前駆細胞（後の血球）たちを適正ごとに選別するのが仕事となっている。
胸腺上皮細胞（きょうせんじょうひさいぼう）
声 - 小山力也（教官）、笠間淳
T細胞になる前の未熟胸腺細胞が、T細胞になるまでを過ごす「胸腺」を構成する上皮細胞。
第12話に登場。作中の胸腺は非常に厳しい訓練を行う学校となっており、上皮細胞はT細胞候補生を育成すべくビシビシ鍛え上げる強面の鬼教官として描かれている。
皮脂腺細胞（ひしせんさいぼう）
毛穴で皮脂を作る細胞。
第14話に登場。アクネ菌にこき使われていたが、U-1146に救われる。ストッキングのような帽子が特徴。
色素細胞（しきそさいぼう）
声 - 河村梨恵
メラニンを形成する細胞。
第14話に登場。皮脂腺細胞共々アクネ菌に奴隷のように扱われていた。
毛母細胞（もうぼさいぼう）
声 - 島袋美由利（坊や）、麦人（長老）
体毛を作り出す細胞。
第14話に登場。アクネ菌の恐怖に怯える皮脂腺細胞を鼓舞し、反逆の引き金を引いた。
長老は白血球（好中球）の苦戦と犠牲で膿までできてしまって半ばあきらめかけていたが、坊やが音頭を取って長老を叩いてまで毛母細胞全体を鼓舞している。
坊やは白血球（1146番）を兄貴分として慕っており、お兄ちゃんと呼んで憧れのヒーローとして、アクネ菌退治後にお礼の気持ちとして帽子を贈っている。
腸管上皮細胞（ちょうかんじょうひさいぼう）
声 - 坂泰斗
腸内の栄養・水分の吸収を行う、消化器の上皮細胞。
第19話で初登場。真っ黒なダイビングスーツを着用している。
杯細胞（さかずきさいぼう）
ムチンを生成する細胞。腸管上皮細胞と共に腸を管理している。
第23話で初登場。巨大な潜水服を着用している。
桿体細胞（かんたいさいぼう）
眼球の網膜に存在し、光を認識する細胞。
第28話に登場。「RPE」と書かれたワッペンの付いた作業着とヘアバンドを身に纏っている。自らの死を悟り、失明の危機に扮していたところに現れたiPS細胞に仕事を任せ、最期を迎える。
脳細胞（のうさいぼう）
脳にある神経細胞などの総称。必要な情報を必要なだけやりとりを行う。
第28話に登場。全員が黒いスーツを着ている。局長は失明の危機に扮した桿体細胞のことを見捨てていたが、実際は失明したことで希望を捨てることをしたくなかったことと桿体細胞に感謝を伝え最期を看取る。
iPS細胞（アイピーエスさいぼう）
人工的に創出された、組織や臓器の細胞に分化する能力を獲得した細胞。
第28話に登場。少年の姿をしており、突然桿体細胞の前に現れる。自分が何をするか分からずにいたが、最終的に仲間を引き連れて桿体細胞に代わり仕事をする。
がん細胞（がんさいぼう）
細胞の一種だが、本記事では異物として#害となるものに記述。

### 異物・身体外の生物

#### 害となるもの
細菌
声 - 福島潤、小林由美子ほか
自然界の生物の多くを占める単細胞生物。膨大な数の種族が存在するが、その一部が人体にとって害になる。
劇中ではモンスターや怪人として描かれる。多くは言葉を解し、細胞たちとの掛け合いも行っている。
肺炎球菌（はいえんきゅうきん）
声 - 吉野裕行、笠間淳
レンサ球菌の一種。肺炎の原因となる強力な病原体で、肺胞に侵入して赤血球を破壊し、最悪の場合脳を破壊する細菌。
第1話で初登場。頭部などから鉤爪のついた触手が伸びた薄紫色の人型生物として描かれている。漫画やアニメ版では赤血球の栄養分のバスケットを狙って殺そうとしてくるが、小説版では「赤血球を毒液でとかし、えさにする」と表現されている。
第1話で侵入した最後の個体は、赤血球AE3803の荷物の中に紛れ込んで肺まで辿り着くが、最終的にAE3803と白血球に気管支まで誘導され、くしゃみとして体外に追放される。それ以降も、黄色ブドウ球菌の手下として、第1話に登場した肺炎球菌の兄が登場する。
『BLACK』でも、第1話で登場している。
黄色ブドウ球菌（おうしょくブドウきゅうきん）
声 - 中原麻衣
ブドウ球菌の一種。人体の皮膚や腸内に生息する常在菌。各種感染症の原因となる。腸内では悪玉菌に分類される。
第4話に登場。肺炎球菌に似た姿をしているが、下半身は蛸状になっており、言動も女性的。肺炎球菌の遺した情報を元に擦り傷から体内に侵入し、破傷風を引き起こそうとする。
上記個体の義理の姉を名乗る別個体が第15話で複数登場。合体して巨大化し、フィブリンを作り出して好中球軍団を一網打尽にするも、駆け付けた単球部隊が変化したマクロファージ部隊により退治される。
化膿レンサ球菌（かのうレンサきゅうきん）
声 - 松風雅也
レンサ球菌の一種。人体に生息するありふれた常在菌だが、各種感染症の原因となる。
第4話で初登場。肺炎球菌に似た姿をしており、頭部などから数珠状の触手が伸びている。黄色ブドウ球菌軍団の一員としてすり傷から侵入するが、好中球に瞬殺される。
『BLACK』でも第11話で登場している。
緑膿菌（りょくのうきん）
声 - 北沢力
人体に限らず、自然界のいたるところに生息する常在菌。病原体ではあるが、健常な人間ならまず発症しないほど弱い。
第4話で初登場。黄色ブドウ球菌と共に体内に侵入する。現実世界の細菌に近い姿をしており、巨大な単眼を持つ。
別個体が第7話の回想でも登場し、赤芽球を襲っている。酸素も栄養も必要としないにもかかわらず、「弱い者いじめは楽しいから」という理由で血球を虐げる残虐性を見せ付ける。
現実でもかなりありふれた存在のため、上記以外でもモブ細菌として同種が何度も作中に登場している。
腸炎ビブリオ（ちょうえんビブリオ）
声 - 山本格
海水中に生息し、食用の魚介類などを介して人体に感染する細菌。食中毒の原因となる。
第5話に登場。毛玉のような形をした大型の細菌。子分を率いて胃から襲来するが、白血球U-1146によって倒される。
セレウス菌（セレウスきん）
声 - 鳥海浩輔
非常に熱に強い性質を持つ土壌細菌。食中毒の原因となる。
第6話に登場。人型で、手足が触手状になっている。熱中症で倒れた際に生じた傷口から体内に侵入する。高熱により機能が低下した白血球U-1146を嘲笑い、倒れて動けない彼の眼前でボトルの麦茶をこぼして愚弄するなど卑劣な性格。しかし、医療行為である輸液で体内環境が改善したため、回復したU-1146に倒される。
アクネ菌（アクネきん）
声 - 松重慎（王様）、林大地
ニキビの原因になることもある皮膚常在菌。脂質が好物。
第14話に登場する。ウナギに手足を付けたような姿をしている。毛穴に住み着いて細胞たちを牛馬のようにこき使い、皮脂を無理矢理生成していた。
その親玉は白血球の数十倍の巨体を持っており、警邏に来ていた白血球を何千匹と殺し、毛穴の底に膿としてコレクションしていた。周囲の皮脂を食うことで怪我を負ってもすぐに回復してしまうが、毛母細胞らに大量の皮脂を流し込まれ、逃げようとしたところをU-1146に仕留められる。
ミュータンス菌（ミュータンスきん）
第17話に登場する虫歯の原因菌。ドロドロのゲル状で、巨大な歯を髑髏にしたような頭部がある。白血球U-1146と壮絶な死闘を繰り広げる。
カンピロバクター
声 - 小林大紀
感染性腸炎の原因となる細菌。
第4話で初登場。人型の上半身に、らせん状になったウナギのような下半身をしている。
スポットが当てられたのは第19話で、腸管上皮細胞を人質に取り、恨み重なる白血球たちを辱しめたり同士討ちさせたりして散々もてあそぶが、免疫細胞たちの結託によりパイエル板におびき寄せられ、追放される。
ピロリ菌（ピロリきん）
声 - 福島潤
胃炎や胃がんの原因となる悪玉菌。胃酸に対する耐性を持つ。
第20話に登場する。「ピロリー」と鳴いたり、普通の日本語を話したりする。正式名がヘリコバクター・ピロリであるためか、頭部には四本のピロピロ（吹き戻し）が、ヘリコプターのプロペラのように付いている。胃酸に強い体質を利用し暴れ回るが、乳酸菌の猛攻を受けて胃から脱出したところを白血球U-1146に討伐される。
悪玉菌（あくだまきん）
声 - 松岡禎丞、間宮康弘
腸内細菌の3グループのうちの1つで、人体に害を及ぼす菌の総称。
第22・23話に登場する。個別の種名は不明。大勢の日和見菌を味方につけ、腸内から来襲。一般細胞を毒素攻撃で苦しめるも、善玉菌の出現で日和見菌が一斉に寝返り、好中球らに一掃される。
好気性細菌（こうきせいさいきん）
酸素を利用した代謝機能を備えた細菌。
第28話に登場。キョンシーにタコのような手足が生えた姿をしており、酸素を運びにきたAE3803に襲いかかろうとした所をU-1146に一掃される。

ウイルス
生物の最小構成単位である「細胞」を持たず、それでいて遺伝子を有するという、生物と非生物の中間のような存在。他の生物の細胞を利用して自己増殖を行う。
劇中では、帽子や仮面などの形で細胞（主に一般細胞）に憑りついてゾンビ化させる存在として描かれている。細菌と異なり、言葉を話す描写はない。
インフルエンザウイルス
声 - 植木慎英
第3話で初登場。細菌とは異なり、現実世界のウイルスそのままの姿をしている。帽子のように細胞の頭にピッタリとはまり込み、一般細胞をゾンビ化させて操る習性を持つ。
第22話には、抗原変異した進化体が再登場した。頭が尖った形に変異しており、感染細胞を屈強なゾンビに変えて体内を破壊しようとするが、樹状細胞の「鼓舞」＝「黒歴史の暴露」により奮起した免疫細胞群の総攻撃の前に全滅させられる。
ライノウイルス
声 - 古川慎
第11話に登場する風邪の原因ウイルス。一般細胞に取り付いて「キシャー」しか言えないゾンビにしてしまう。帽子に擬態し、下らないイタズラで一般細胞の興味を引き、ゾンビ化させようと目論む。
現実のライノウイルスは五芒星のような模様があり、作中では黄色い星が描かれた形の帽子の姿をしている。
ムンプスウイルス
声 - 福島潤
第13話に登場するおたふく風邪の原因ウイルス。おたふくの面の形をしており、一般細胞に取り付いて「フク〜」しか言えないゾンビにしてしまう。圧倒的な増殖力と結束力で白血球たちを追い詰めるが、過去の予防接種の獲得免疫を思い出した記憶細胞とB細胞の形成した抗体により全滅する。
デングウイルス
第16話に登場するデング熱の原因ウイルス。蚊によって運ばれる。天狗のお面のような形をしており、ランゲルハンス細胞に取り付いて天狗に変え、体内に大嵐を巻き起こす。
新型コロナウイルス
第29話に登場する、新型コロナウイルス感染症を引き起こすウイルス。作中でのウイルスは上記のインフルエンザウイルスと同じ形をしているが、感染した一般細胞はライノウイルス感染細胞に似た姿をしている。ウイルス自体は弱いが、様々な場所に潜伏して免疫系達を惑わしサイトカインストームを引き起こす。

その他
スギ花粉アレルゲン（スギかふんアレルゲン）
声 - 興津和幸
スギ花粉内部に存在するタンパク質。本来人体にとって特に害はないが、一部の人体は免疫細胞が過剰反応することでアレルギー（スギ花粉症）を引き起こす。
第2話に登場。埴輪のような顔をした準人型のゲル状生命体として描かれており、「スギ〜」と鳴く。図体は大きいもののこれと言って敵性はなく、体内をところかまわず徘徊するだけ。しかし、劇中の身体では「なんかしらトラブルの原因になる」と認識されており、免疫細胞はこれを殺すよう定められている。
アニサキス
魚介類に寄生する寄生虫で、稀に人体にも寄生して食中毒の原因となる。細菌とは全く異なる多細胞生物であり、細菌や免疫細胞とは比べ物にならないほど巨体。
第5話に登場。ウツボのような外見で描かれている。腸炎ビブリオとほぼ同時に来襲し、胃壁を食い破って大暴れするが、好酸球に撃破される。
がん細胞（がんさいぼう）
声 - 坂泰斗、芳野由奈（子供）
細胞の分裂エラーで生まれるできそこないの細胞。何の役にも立たず、無限に増殖し続け、やがて器官を乗っ取ってしまう。毎日何千個も生じているが、基本的には増殖する前に殺されている。
第8話で初登場。容姿は基本部分こそ通常の細胞と同じだが、髪が白く、全身を脈が走った不気味な姿をしている。
がん細胞の親玉
声 - 石田彰、諏訪彩花（子供）
第8話に登場するがん細胞の親玉。何もしていないにもかかわらず免疫細胞に追い回され殺されるという理不尽な境遇を恨み、人体全てを乗っ取ろうと画策する。一般細胞を装うが、NK細胞に正体を見破られる。NK・好中球U-1146・キラーT細胞の3人に対しても終始優勢に立ち回るほどに増幅・強化していたが、赤血球の呼び出した増援を受けた3人により討伐される。死の直前にも「僕はただ生まれてきただけなのに…」と己の出自を嘆き、「通常細胞のフリをしていた時、あんた（好中球）に優しくされたのはちょっと嬉しかったぜ」と語る。死に際、再来を宣言する。
第22話にて、細胞情報流出に伴い復活を遂げ、制御性T細胞を傀儡として再び人体征服を目論み、悪玉菌コロニーが生成した毒素で得た力により免疫細胞を滅ぼそうとする。しかし乳酸菌の活躍により毒素の供給を絶たれ、メモリーT細胞（上記のキラーT細胞）から吹き飛ばされ、最後は喉元をU-1146に切り落され絶命。「キラーTとNKは大嫌いだがあんたはそれなりに好きだった」「だから満足だ」と言い残して事切れる。
アニメ第2話において、すり傷から侵入した細菌から逃げている際に転倒したAE3803を助けた一般細胞は彼である。

#### 共生するもの・害とならないもの
善玉菌（ぜんだまきん）
腸内細菌の3グループのうちの1つで、人体に益をもたらす菌の総称。乳酸菌、ビフィズス菌、ガセリ菌などがある。
乳酸菌（にゅうさんきん）
声 - 吉田有里（クロ）、高橋李依（アカ）、藤原夏海（パンダ）、久保ユリカ（ブチ）
初登場は第20話。複数種登場しており、いずれも起き上がりこぼしとペンギンを足したような外見で、種類によって色や模様が異なる。「にゅー」と鳴く。大人しい性格で、悪玉菌退治に加勢したり、プリン体を好んで食べたりするなど、人体の健康には欠かせない細菌の一つ。頭部の左右に角（多糖体）を生やすことができ、また活性化することで巨大な姿となる。

日和見菌（ひよりみきん）
声 - 田村ゆかり、ファイルーズあい
腸内細菌の3グループの1つで、人体にとって益にも害にもならない菌の総称。名前の通り、善玉菌と悪玉菌の優勢な方に味方する。
劇中では第22・23話に登場する。狐のような見た目をしたものをはじめ複数種登場しているが、バクテロイデス菌（声 - 地蔵堂武大）以外の菌の名前は不明。当初は優勢な悪玉菌に味方するが、乳酸菌が呼び寄せた善玉菌が多数出現したことで即座に寝返る。その後、好中球に命乞いをするも、不法侵入者として問答無用で処分される。

### 薬・抗生物質
ステロイド
超強力な抗炎症作用と免疫抑制作用を持つホルモンの一種で、副腎皮質ホルモンとも呼ばれており、人体でもわずかながら生産されている。
劇中では医師から投与された薬剤として登場し、レーザー砲を備えた頭部とガトリング砲になった両腕を持つ白いロボットとして描かれている。また、原作漫画では額や肩のマークが赤十字（厳密にはモノクロページなので色は不定）となっているが、アニメ版では「S」の字が入った紅白カプセルのマークに変更されている（赤十字の標章及び名称等の使用の制限に関する法律も参照）。他の細胞たちはステロイドのことは知らなかったが、記憶細胞からは「世界に異変が起こった時にどこからともなく現れる」「騒動に関わった奴を一掃するタイプ」と言われる。
第2話に登場。スギ花粉アレルギー発症の責任が誰にあるかで体内の細胞同士が喧嘩する中、AE3803の赤血球が持ってきた「薬用」と書かれた黒い球体の中から現れる。動き出すや否や、誰にも止められない強さで敵味方関係なく攻撃し暴れ回って体内を破壊、最後は「電池切れ」（アニメ版では「有効成分切れ」）で沈黙する。アレルギー反応で変形した建物などもまとめて破壊したため、結果的に種々のトラブルには終止符が打たれ、なし崩しに細胞たちの喧嘩も収まるが、荒れ果てた世界（体）を前に、揃って呆然とすることとなる。
『BLACK』にも登場しており、 T細胞の暴走を阻止している。

### その他
循環くん（じゅんかんくん）
声 - 石上静香
アニメ1期第8話に登場。心臓のモニター画像内にマスコットキャラとして登場。肺循環と体循環についてエンドレスで赤血球たちに説明していたが、AE3803は「何度見てもよく分からない」と言っていた。
このキャラのデザイン自体は読み切り作品『細胞の話』での白血球が持つスタンプカードが初出で、原作第1話でも一般細胞の集合住宅の看板や気管支ピタゴラ装置の看板に描かれている。

ユーグレナ
声 - 釘宮理恵
WEB限定動画「はたらく細胞 ユーグレナ編」に登場。藻の一種で、人間に必要な59種類の栄養素や「パラミロン」と呼ばれる食物繊維を持っている。

## 読切『細胞の話』
『細胞の話』は、制作背景で述べたように、日本マンガ塾の卒業制作として描かれ、「少年シリウス新人賞」へ応募した読切漫画で、連載版である『はたらく細胞』のいわばプロトタイプとなった作品である。『はたらく細胞』とは、
- 服装などが違う（帽子が無い、色が異なる）
- 細胞に寿命がある
- 公衆電話やスマートフォンがあり、連絡手段として使われている
- 細胞同士の仲が悪いうえに、ストライキを起こす

など、いくらかの相違がある。

### 『細胞の話』のあらすじ
とある人間の腎臓においてがん細胞が出現するが、免疫細胞たちは喧嘩とそれに伴うストライキを起こしており、まともな対応がとられていなかった。そんな折、腎臓への酸素運搬の仕事を抱える主人公の新米赤血球は、たまたま知り合った白血球（好中球）とともに腎臓に向かう。
腎臓において、白血球・キラーT細胞・NK細胞の3名が戦いを挑むも、がん細胞はいつものものよりも手強く、さらにキラーTとNKの連携が壊滅的に悪いため、なかなか退治できずにいた。そんな窮地を知りながらも救援に行こうとしない他の免疫細胞たちに業を煮やした赤血球は、彼らを強引に戦場まで連れ出し、協力し合うべきだと主張する。そして、赤血球の説得に折れて一時休戦し、連携を取り戻した免疫細胞たちにより、がん細胞は駆除される。
平和が戻ったものの、この仕事の完了により白血球は寿命を迎え、分解されて新しい血球として生まれ変わることになり、赤血球は再会を約束して彼と別れる。後日、かつての白血球と似た姿の白血球と出会った赤血球は、彼と一緒に仕事へと向かう。

### 『細胞の話』のキャラクター
ネフロン以外のキャラクターは本編でもやや形を変えて登場する。
赤血球3803
主人公。正式な識別は「Ae班の3803番」となっている。連載との違いは帽子とアホ毛が無く、赤十字マークと赤血球の文字がある腕章をつけている。また、迷子や逆走の描写が無く、コミカルな要素が薄い。
白血球1116
外敵に対処する免疫細胞。本編と異なり好中球とは明記されていない。
正式には「Uc-16609-1116」。レセプターをはじめとする制服の細かい設定はない。ふとしたきっかけで赤血球と知り合うが、直後に起こったがん細胞との戦いの後、規定回数（夏休みのラジオ体操のようなスタンプ記録で数えている）の仕事をこなしたことで寿命を迎える。その後、1116によく似た「1117」という番号の白血球が赤血球と再会する。
血小板
傷口を塞ぐ役割を持つ細胞。
ロングヘアの個体が登場。姿は連載版と似ているが、発言内容は高尚で専門用語が混じり、赤血球はほとんど理解できていない。スマートフォンも使用する。
ヘルパーT細胞
抗原提示を受け、キラーT細胞やB細胞などへ外敵の情報や対策などを指示するリンパ球。
眼鏡がごく一部のコマ以外では透けていないということを除くとデザインは連載版とほぼ同じ。他の免疫細胞を下っ端と呼ぶなど、やや上から目線の態度が目立つ。
キラーT細胞
ヘルパーT細胞の命令の下をウイルス感染細胞やがん細胞などの異物を殺すリンパ球。
服の色が連載版と異なっている（ベタもスクリーントーンもない）。直情型の性格という点は連載版と変わらず、NK細胞との仲の悪さも連載版と同様である。部隊としては登場せず、この個体のみが登場する。
B細胞
免疫グロブリン（抗体）を生成する細胞。
基本デザインは連載版と同じだが、ジャケットのデザインと色（キラーTと同様、ベタもトーンもない）が異なり、そのほか顔が汚れているといった差異もある。マスト細胞だけでなく、記憶細胞との仲も悪い。NK細胞の事を陰で「ニート細胞」と呼んでいる。
新人賞応募時 は名前が「抗体生産細胞」となっていたが、公式コミックガイド収録時 に連載版と同じ「B細胞（抗体産生細胞）」に修正されている（初登場時のみ）。
記憶細胞
抗原の特徴を記憶している細胞。
連載版とは性格・容姿ともに大きく異なり、見た目は髪型こそ同じだが三白眼で鋭い目つきをしている。性格も粗暴であり、B細胞やマスト細胞をはじめ他の免疫細胞との仲も悪く、キラーT細胞の窮地を知らされたときは「ざまぁ」と吐き捨てるように言っている。服装も他の免疫細胞たちのような作業服で、「記憶細胞」と書かれた帽子を首の後ろ側に顎紐で下げている。
マスト細胞
ヒスタミンを分泌する細胞。
デザインは連載版とほぼ同じだが、こちらではマスト細胞自身がアレルギー症状を起こしており、常にマスクを着用している。喧嘩の中で八つ当たり気味にヒスタミンを放出するなど、職務への忠実度は低い。
NK細胞
がん細胞の駆除を主な仕事とする細胞。
デザイン・性格ともに連載版とほぼ同じとなっている。がん細胞退治においてはエースを自称し、周りを役立たず呼ばわりするが、やりすぎるため始末書ものの常習犯でもある。
ネフロン（腎小体）
腎臓で尿を生成する。腎臓内の人口は100万人と説明されている。
真ん中分けの長髪で眉が細い女性として描かれている。喧嘩ばかりしている免疫細胞たちに困り果てる。
がん細胞
細胞の分裂エラーで生まれるできそこないの細胞で、周囲を侵食して害をもたらす。
連載版における親玉に相当。連載版よりもやや童顔であり、理性はなく短い単語をたどたどしく喋る。通常は頭か心臓を潰せば死ぬところを、この個体は死なず、その異常な耐久力で免疫細胞たちを追い詰める。しかし、赤血球の活躍で連携を取り始めた免疫細胞たちに全身をバラバラにされたことで駆除される。

## スピンオフ漫画
本作は原作者監修の下、多数のスピンオフ漫画が講談社の漫画雑誌各誌で連載されている。
世界観（舞台となる身体）は一部を除いて作品ごとにバラバラであり、メタ的な形以外で互いの作品（本編を含む）のキャラクターが共演することは無い。身体自体が別であることから細胞たちを取り巻く環境も全く異なり、連載誌ごとに対象とする読者の年齢・性別も違うため、描くテーマや作風も大きく異なっている。細胞知識解説の度合いも作品によりけりで、細胞たちが宿主の存在をどの程度認識しているかも異なる。
本節で解説するキャラクターは基本的に“キャラクター”としての内容を記載。本編未登場の種族に関しては本編節同様現実の細胞についても簡易的に解説している。

### はたらく細菌
『はたらく細菌』（はたらくさいきん）は、『なかよし』2017年5月号から2020年8月号まで連載された。漫画担当は吉田はるゆき。
こちらは体内の細菌を擬人化している。いわゆる悪玉菌から善玉菌まで様々な細菌を有害無害問わず扱う。
舞台はとある女子高生の体内。初期は主に腸内細菌の陣取り合戦が描かれていたが、次第に口内や皮膚の表面などを舞台としたストーリーも描かれるようになる。他作品に比べると宿主の日頃の行動（食べる物や体の手入れなど）がダイレクトに物語に影響しており、掲載誌の趣向で美容に関連する話題も取り扱う。
本編以上に群像劇のスタイルを取っており、主に腸内を舞台としたビフィダム菌（善玉菌）とウェルシュ菌（悪玉菌）、皮膚表面を舞台とした表皮ブドウ球菌（善玉菌）と黄色ブドウ球菌（悪玉菌）の活動に、回ごとの宿主の行動やゲストとなる細菌が関わってくるというストーリーが多いが、それらと全く無関係の細菌の話が描かれることもある。悪玉菌だからといって悪役やダークヒーローとして描かれるわけではなく、その回ごとの主役を正義として描いている（あくまでその細菌の正義であって宿主には迷惑となることも多い）。

#### 『はたらく細菌』のキャラクター
本編とは異なり、細菌は人間に近い容姿で描かれている。細胞も本編同様に擬人化されて登場するが、頻度は多くない。
善玉菌
ビフィダム菌（ビフィダムきん）
善玉菌側の主要キャラクター。ビフィズス菌の一種。酢酸を作り、体によい働きをする。
王子様か宝塚風の衣装で、リーダー格の個体は、左目の下に泣きぼくろがある水色の髪の青年の姿。薔薇の花飾りを胸につけている。宿主を「乙女」と呼んでいる。匂いだけで酔うほど酒に弱く、酒粕の匂いで酔った時には、法被姿で太鼓を叩きだした。
ロンガム菌（ロンガムきん）
ビフィズス菌の一種。Ｙ字型の角がある少女の姿をしていて、酢酸クッキーを作る。悪玉菌のウェルシュ菌がサルモネラ菌と戦った時は、同じ常在菌として応援し称賛している。
乳酸菌（にゅうさんきん）
大き目の帽子にネクタイを緩めて着用し、靴下も緩めて履いている。青年と女性の姿をした個体がいる。
ラクトバチルス菌（ラクトバチルスきん）
乳酸菌の一種。乳酸を作り、免疫力を上昇させる。リボンで髪をまとめた少女で、ロンガム菌と彼女が作る酢酸クッキーが好き。
納豆菌（なっとうきん）
わら納豆に似た髪型で目が小さく、もんぺ姿に足袋を着用した老人の姿をしている。胃酸にやられず腸内に留まれる。だが体内滞在できる期間には限度があり、自分たちを「旅人」と称する。宿主の少女が納豆大食い大会に出場したことで、多くの納豆菌が腸にやってきた。
表皮ブドウ球菌（ひょうひブドウきゅうきん）
汗や皮脂を分解して、体によい物質を出す。髪にパーマがかかった男子と子供の2人組が登場している。
アオカビ
ブルーチーズに付いているカビ。便秘を解消する効果がある。
ヨーグルトの菌
ヨーグルトに含まれる菌。胃酸によって死ぬのがほとんどだが、それでも常在菌を活性化させることができる。作中では語尾に「ヨグ」とつけて話す幽霊として登場。メーカーによって菌が違うため、作中では「ヨーグルトの菌」とひとまとめにしている。
こうじ菌（こうじきん）
栄養素を消化・吸収しやすくする菌。ドレスを着た美女の姿をした塩こうじ菌と、活発な少女の姿をした米こうじ菌がいる。
酪酸菌（らくさんきん）
ぬか漬けに含まれる菌で、腸内を整える。漬物樽に手足がついたロボットのような姿で描かれる。
酵母菌（こうぼきん）
ビタミンなどの栄養素を多く含んだ菌。ゆるキャラのように描かれる。豚肉の酒粕漬けと共に来た個体は「サケカスさん」と呼ばれ、脂を吸い込むとっくり（レジスタントプロテイン）を持っている。
ブレーベ菌（ブレーベきん）
赤ちゃんの腸内ではたらく善玉菌。ベビー服を着た兄妹。作中では回想の場面で描かれ、宿主の成長に伴い役目を終え居なくなる。

悪玉菌
ウェルシュ菌（ウェルシュきん）
悪玉菌側の主要キャラクター。動物性タンパク質を分解して、体に良くない物質を発生させると下痢などの原因となる。ただし、宿主と共生する常在菌であるため、サルモネラ菌やO157などの人体にとって凶悪な外敵が来た際には排除するために戦う。
「アニキ」と呼ばれるリーダー格は、黒髪の青年という容姿をしており、ボンベを背負い噴射器を持つ。悪玉菌の勢力拡大に勤しむ一方、宿主のことも少なからず心配している。
白癬菌（はくせんきん）
水虫などの原因となる。鱗模様が描かれた帽子とタイツで半ズボン。バックパッカーのように大きな荷物を背負っている。
黄色ブドウ球菌（おうしょくブドウきゅうきん）
傷口から出た体液などを餌に増殖する。旗を立てたオートバイで暴走する青年の集団として登場。宿主の目元にいるリーダー格の女性個体は、「ロン毛のアイツ」と呼ぶ白血球のことが気になっている。
マラセチア菌（マラセチアきん）
脂肪酸を出し、肌荒れとニオイの原因になる。お団子を重ねたような丸い二本の角が生えたぽっちゃり体形の少年。
サルモネラ菌（サルモネラきん）
食中毒の原因となる菌。食べ物と一緒に腸にたどり着く。宿主が誤って食べた腐った卵にいた。ループタイをしていて、額に細菌の模様がある。棘が付いた巨大な尻尾をはやしている。
虫歯菌（むしばきん）
糖分を材料に粘々した物質で歯石を作る。ヘルメットを被った土木作業員のなりをした男性で、作業指示を出す棟梁には年配の個体もいる。
歯周病菌（ししゅうびょうきん）
口の中にいつもいる常駐菌で、歯をささえている骨を溶かす。蝙蝠の羽が生えたドレスで、宝石の代わりに歯を並べたネックレスをした女性。スカートも蝙蝠の形に裾が切られている。
腸管出血性大腸菌O157
病原性大腸菌の一種で、ベロ毒素という毒を作り出す。棘のついた尻尾（べん毛）が生えているが、スカートの中に隠していた。大腸菌を騙していたが、ウェルシュ菌に正体を見破られた。
緑膿菌（りょくのうきん）
アイドル歌手のような衣装の姉妹。湿気を好み、不衛生な宿主の爪で仲間（観衆や追っかけのファン）を増やそうとした。爪の変色に気付いた宿主にジェルネイルを除去され、増殖は失敗に終わる。タブレットで人間のコンサートも視聴している。2人には「ミドリン」「ミドミド」という愛称がある。
フソバクテリウム
口腔内の菌で、口臭の原因となる。法被のような服を着ている。舌にある苔の庭園（舌苔）を管理する年配女性の個体は、虫歯菌の棟梁とは古い知り合い。
腋臭菌
アポクリン腺から出た汗の脂肪酸を食べて悪臭を出す菌。飄々とした青年。

日和見菌
バクテロイデス菌（バクテロイデスきん）
細菌の優勢なほうに味方する。フードの付いた厚めの上着と足まで包むズボン姿で、袖が長く手が見えない。悪玉菌の味方時は服が黒ずくめだが、善玉菌に寝返ると白一色に変わる。
大腸菌（だいちょうきん）
毒は作らずビタミンを生成するなど、善玉菌のような働きもする。
第6話に登場。腰までのストレート黒髪の女性という容姿をしており、善玉菌と仲良くしたがっている。
アクネ菌（アクネきん）
皮脂を分解して肌に良い働きをする。だが、肌の環境が悪いとにきびを作る。猫のような目で鳥のデザインの被り物をした少年。

### はたらく細菌Neo
『はたらく細菌Neo』（はたらくさいきんネオ）は、『はたらく細菌』の続編である。『なかよし』2021年2月号に掲載、次いでマンガアプリ『Palcy』にて2021年2月22日に配信された。漫画担当は同じく吉田はるゆき。

### はたらかない細胞
『はたらかない細胞』は、『月刊少年シリウス』2017年9月号より2022年1月号まで連載された。漫画担当は杉本萌。
赤血球の分化前に当たる「赤芽球」を主軸としている。とある人の骨髄の中を舞台とし、何かと理由を付けて赤血球になろうとせず働かない赤芽球の問題児5人組と彼らを何とか赤血球にしようとする先生のマクロファージを中心とした騒動を描いている。
『はたらく細胞』本編のアニメ化の際には、本作のキャラクターがアニメ制作現場を紹介するレポート漫画『はたらけ！アニメ化見学』が、同じく『月刊少年シリウス』において短期連載された。「働かないならせめて役に立て」とマクロファージ先生に体外へ引っ張り出された赤芽球の5人がレポート作成のためアニメ制作現場を見学するというもの。脚本打ち合わせから、都内の編集スタジオでのカッティング、多摩地区にある「デイヴィッドプロダクション」での作画、アフレコ現場などを見学。最終回は、5人の「まだ余裕でレポートできる」発言を「アニプレックス」の取材同行スタッフに録音され、いくらでも続編が作れるような終わり方になっている。

#### 『はたらかない細胞』のキャラクター
赤芽球の問題児
本編とは異なり、番号の語呂合わせで名前がついている。
871（ヤナイ）
主人公。怠け者で屁理屈をいう。2本の白線があるジャージを着用。本棚には『はたらく細胞』や、スピンオフ作品のコミックスなどがある。将棋に加えチェスも覚えようとしている。
036（修）
871の同級生。眼鏡をかけている。本を持ち、勉強に勤しんでいるが、赤血球になることへの不安がある。成績は優秀で、通信簿は評価SかA以外とったことがない。
328（ミツバ）
同上。マクロファージ先生が大好きな女の子。アイドルマニアで、先生のことを「まくまく」と呼ぶ。『はたらけ！アニメ化見学』では化粧（鏡を見ながらパッティング） もしている。3104の長い髪を三つ編みにするなどヘアアレンジも上手。
1516（彦十郎）
同上。「彦十郎」と呼ばれるが、本人は番号の頭2桁を取って「イチゴ」と自称している。ボブカットで短パン。可愛い少女のような容姿だが、男性で赤芽球たちの最年長。怖がりで怪談が苦手。教室にある緑膿菌のぬいぐるみは、怖くない様子で抱きしめたりしている。緑膿菌の幼生をペットとして飼おうとした事もある。
3104（西園寺）
同上。サラサラの金髪ロングヘアーで中性的な外見。フリルのアンブレラ袖ブラウスに、ヒールのある白のロングブーツを履いている。『はたらけ！アニメ化見学』では着せ替え（試着室でのフィッティング）も披露している。光沢素材も好き。年下の赤芽球たちのいたずらで、「裸の王様」の服を勧められたがうまく回避した。

マクロファージ先生
上記の赤芽球たちを担当している、おくれ毛の髪形をしたマクロファージ。いつまでも出ていかない問題児の5人に業を煮やしており、笑顔で毒を吐く。常に笑顔を絶やさない本編のマクロファージと比べると、喜怒哀楽が表情にはっきりと出ている。
単球
マクロファージ先生の同期。先生も含めて4人の仲良しグループだった。第15話に登場。別れた後も赤血球への伝言や、ニューロンを通じて連絡が取れると先生を励ました。性別不詳で美少年のような風貌をした個体が一人いる。
赤芽球の幽霊 (0)
赤血球になれず亡くなった赤芽球の少女の霊魂。通称「0（れい）ちゃん」。赤芽球の身体を乗っ取って赤血球になろうとしており、ミツバ次いでヤナイに憑依しようとした。
725
036の先輩の赤血球。通称「ナツコ先輩」。第17話に登場。女性ながらガサツで乱暴な行動。赤芽球時代は、落第点を取りそうになりつつ、036に助けられ無事に卒業した。

### はたらく細胞BLACK
『はたらく細胞BLACK』（はたらくさいぼうブラック）は、『モーニング』で2018年27号から2021年8号まで断続的に連載された。原田重光（原作）・初嘉屋一生（作画）。
細胞が働く劣悪な環境（不健康・不摂生な成人男性の体内）をブラック企業に喩え、喫煙・飲酒・カフェインがもたらす影響やED・円形脱毛症・水虫・淋病・胃潰瘍・狭心症・痛風・心筋梗塞・痔・糖尿病・うつ病・がんなどを取り上げている。コミカルな本編や他のスピンオフ作品に比べ、レギュラーキャラクターでさえ途中で死んでいくなど全編を通してシリアスかつ殺伐とした雰囲気、青年漫画ならではの題材と描写が特徴である。
本編とは別にテレビアニメ化され、2021年1月から3月まで放送された。

### はたらく細胞フレンド
『はたらく細胞フレンド』は、『別冊フレンド』2019年2月号から2021年5月号まで連載された。黒野カンナ（原作）・和泉みお（作画）。
内心では友達が欲しいが、他の細胞とうまく馴染むことができず苦悩するとあるキラーT細胞を主軸に、それらの日常生活を描く。
髪が一束はねた赤血球や右目が隠れた好中球、筋骨隆々なナイーブT細胞など本編と類似している登場キャラクターが多いが、識別番号などが異なり、あくまでも別キャラクターである。

#### 『はたらく細胞フレンド』のキャラクター
キラーT細胞（班長）
主人公。左頬に十字傷を持つキラーT細胞の班長。
非常に高圧的な態度をとっているが、本当は小心者であり、日頃の態度は舐められないようにキャラ作りして後に引けなくなった結果である。他の細胞と友達になりたいと思っているが、生来のコミュ障が災いしてうまくいかない。しかし、周囲からは強さと態度を恐れられてこそいるものの、同時に頼りになる人物として慕われてもいるため、邪険に扱われてはいない。
白血球（2145）
右目が髪で隠れた好中球。本編の1146番と同様、他の細胞と仲が良く、キラーT細胞（班長）から内心羨まれている。
赤血球（IM1235）
前髪が一束はね、小さなおさげを結んだ赤血球。天然かつフレンドリーな性格で、周囲から畏怖されるキラーT細胞（班長）にも積極的にコミュニケーションを取ろうとしてくる。

### はたらく血小板ちゃん
『はたらく血小板ちゃん』は、『月刊少年シリウス』2019年7月号から2021年6月号まで連載された。ヤス（漫画）・柿原優子（原作）。柿原は本編アニメ版のシリーズ構成・脚本も担当している。
血小板たちの活動を主軸とした日常系4コマ漫画。スピンオフ漫画の中では珍しく本編と同一のキャラクターが登場する作品となっている。本編と異なり、各個体に名前がついている。

#### 『はたらく血小板ちゃん』のキャラクター
このうち、リーダーちゃんとうしろまえちゃんは本編でも第26話で名前（ニックネーム）が登場している。
リーダーちゃん
しっかりもので、みんなのまとめ役。本編でもリーダー格として登場。
うしろまえちゃん
ドジで泣き虫ながんばり屋さん。帽子を後ろ前にかぶっている。
副リーダーちゃん
おしゃれでキュートないたずらっ子。お姉さんぶるのが大好き。
そとはねちゃん
元気で単純で人懐っこいスポーツ万能ガール。副リーダーちゃんに凝固因子を隠される。
じとめちゃん
見習い血小板。知的でクール。リーダーちゃん先輩に憧れている。ちょっと舌足らず。しましま靴下を履く。
キョロちゃん
見習い血小板。好奇心旺盛でいつもキョロキョロしている。同じくしましま靴下を履く。
巨核球
彼女たち血小板をまとめるのが、“巨核球”である。登場時にはひ弱なうしろまえちゃんに対して「驚いたな。私の弟子の中にまだこんな未熟な困ったちゃんがいたとは…」「次の出血までに己を鍛えなおしておけ！」と怒号を浴びせており、優しさとはまるで無縁のようにも思えたのだが、血小板たちが無事に一次凝集を成功させた時のこと。巨核球は人目もはばからず涙を流し、「すばらしい！ なんという団結力！」「師である私が驚くほどの成長を見せるとは、まったく大したおチビどもだ」と血小板たちを賞賛する一面もある。また、血小板から”ししょー(師匠)”と呼ばれ、大変尊敬されている。

### はたらく細胞BABY
『はたらく細胞BABY』（はたらくさいぼうベビー）は、『モーニング』2019年46号より不定期に連載が開始され、2021年45号にて完結。漫画担当は福田泰宏。なお、『モーニング』で先行して連載していた『はたらく細胞BLACK』とは発表期間が一部重なるが、2作同時掲載が1度行われたほかは全て掲載号が異なっている。
物語は妊娠40週目の出産間近の胎児の身体の中から始まり、第3話からは乳幼児の身体を舞台として、右も左もわからないの細胞たちがてんやわんや状態で働いている。
出産前に登場する母親の細胞などを除けば、登場する細胞キャラクターの多くは生まれたてであるため、4頭身のデフォルメで描かれている。

### はたらく細胞LADY
『はたらく細胞LADY』（はたらくさいぼうレディー）は、『月刊モーニング・ツー』にて2020年3号から連載開始され、2021年6号でseason 1の終了となった。season 2が同誌2022年2号から同年11号まで連載された。原田重光（原作）、乙川灯（作画）。
女性の健康問題を扱っている。

### はたらく細胞WHITE
『はたらく細胞WHITE』（はたらくさいぼうホワイト）は、『月刊少年シリウス』2020年12月号より2022年9月号まで連載。漫画担当は蟹江鉄史。
『血小板ちゃん』と同様、本編と同じキャラクターが登場するスピンオフ。新人としてやってきた桿状核球の指導係となったU-1146と、ズッ友の4人を中心に描いた物語。

### はたらく細胞イリーガル
『はたらく細胞イリーガル』（はたらくさいぼうイリーガル）は、『ヤンマガWeb』にて2022年2月1日より連載開始。原作を橋本カヱ、作画を次恒一が担当。裂傷沙汰や覚せい剤などが横行する「アウトローな人間」の体内を舞台とした物語。舞台設定に合わせて、細胞たちも組織となる団体名が設定されている。

### はたらく細胞マッスル
『はたらく細胞マッスル』（はたらくさいぼうマッスル）は、『モーニング・ツー』にて2023年2月16日より連載開始。漫画担当は前田悠。筋細胞たちを描いた作品。

### はたらく細胞 猫
『はたらく細胞 猫』（はたらくさいぼうねこ）は、『月刊少年シリウス』にて2023年7月号より連載開始。原作は蒼空チョコ、漫画はかいれめくが担当。猫の体内を描いた作品。登場人物となる細胞たちはネコミミが付いた姿となり、宿主となる猫の現実世界での様子も描かれる。

### はたらく細胞 おくすり
『はたらく細胞 おくすり』（はたらくさいぼうおくすり）は、『月刊少年シリウス』にて2023年7月号より2025年7月号まで連載。原作と構成は割田コマ、漫画は九似良が担当。「病気中の人間の体内」での薬やその効力について描いた作品。

## コラボレーション
- はたらくビフィズス菌 BB536（2019 年）×森永乳業株式会社[57]
- はたらく細胞 HIV 特別編～HIV のことを正しく知ろう～ （2020 年）×ギリアド・サイエンシズ[58]
- はたらく細胞 HIV 特別編～早期発見と治療のための HIV 検査編～（2021 年）×ギリアド・サイエンシズ[59]
- はたらく細胞 ユーグレナ編（2021 年）×ユーグレナ (企業)[60]
- はたらく細胞 未梢動脈疾患（2022 年）×TECC[61]
- はたらく細胞 IBD特別編（潰瘍性大腸炎・クローン病）（2022 年）×ヤンセンファーマ株式会社[62]
- ピーリングっジョブ ～ 悩める人々のお肌を俺がパトロールだ！～（2022 年）×rosette[63]
- はたらく細胞 ぜん息特別編（? 年）×アストラゼネカ[64]
- はたらく細胞 好酸球性ぜん息 特別編（2024 年）×アストラゼネカ[65]
- はたらく免疫細胞図鑑（2024 年）×キリンホールディングス株式会社[66]

## 書誌情報

### 漫画本編
- 清水茜 『はたらく細胞』講談社〈シリウスKC〉、全6巻
  1. 2015年7月9日発売[67]、ISBN 978-4-06-376560-1
  2. 2015年11月20日発売[68]、ISBN 978-4-06-376589-2
  3. 2016年6月9日発売[69]、ISBN 978-4-06-390633-2
    - 『アクリルキーホルダー付き特装版』 同日発売[70]、ISBN 978-4-06-358828-6

  4. 2016年11月30日発売[71]、ISBN 978-4-06-390664-6
    - 『アクリルキーホルダー付き特装版』 同日発売[72]、ISBN 978-4-06-397021-0

  5. 2017年8月9日発売[73]、ISBN 978-4-06-390720-9
    - 『アクリルキーホルダー付き特装版』 同日発売[74]、ISBN 978-4-06-397043-2

  6. 2021年2月9日発売[75]、ISBN 978-4-06-522252-2
- 清水茜&シリウス編集部・講談社 『はたらく細胞 公式コミックガイド』、2018年7月6日発売[76]、ISBN 978-4-06-511951-8
  - 第27回少年シリウス新人賞大賞受賞作『細胞の話』収録
- 清水茜、訳：タナカヤマト 『バイリンガル版デラックス はたらく細胞 CELLS AT WORK!』講談社〈KODANSHA BILINGUAL COMICS〉、既刊2巻（2021年5月21日現在） - 日英対訳版。コマの中に英語に訳したセリフを、コマの外に元の日本語を記している。
  1. 2019年10月18日発売[77]、ISBN 978-4-06-517090-8
  2. 2021年5月21日発売[78]、ISBN 978-4-06-523296-5

### スピンオフ漫画
原作者の清水茜が監修を務める。
- 吉田はるゆき『はたらく細菌』、講談社〈KCデラックス なかよし〉、全7巻
  1. 2018年2月9日発売[79]、ISBN 978-4-06-510910-6
  2. 2018年7月9日発売[80]、ISBN 978-4-06-512138-2
  3. 2018年10月9日発売[81]、ISBN 978-4-06-513423-8
  4. 2019年2月8日発売[82]、ISBN 978-4-06-514602-6
  5. 2019年7月9日発売[83]、ISBN 978-4-06-516434-1
  6. 2019年12月9日発売[84]、ISBN 978-4-06-518183-6
  7. 2020年8月6日発売[85]、ISBN 978-4-06-520572-3
- 吉田はるゆき『はたらく細菌Neo』、講談社〈KCデラックス なかよし〉、全1巻
  - 2021年2月22日発売[86]、ISBN 978-4-06-522665-0
- 杉本萌『はたらかない細胞』、講談社〈シリウスKC〉、全5巻
  1. 2018年7月9日発売[87]、ISBN 978-4-06-511982-2
  2. 2018年7月9日発売[88]、ISBN 978-4-06-514461-9
  3. 2019年12月9日発売[89]、ISBN 978-4-06-517763-1
  4. 2021年1月8日発売[90]、ISBN 978-4-06-520833-5
  5. 2022年2月9日発売[91]、ISBN 978-4-06-526711-0
- 原田重光（原作）・初嘉屋一生（作画）『はたらく細胞BLACK』、講談社〈モーニングKC〉、全8巻
  1. 2018年7月9日発売[92]、ISBN 978-4-06-512067-5
  2. 2018年9月21日発売[93]、ISBN 978-4-06-512760-5
  3. 2019年2月22日発売[94]、ISBN 978-4-06-514640-8
  4. 2019年6月21日発売[95]、ISBN 978-4-06-516113-5
  5. 2019年10月23日発売[96]、ISBN 978-4-06-517225-4
  6. 2020年4月23日発売[97]、ISBN 978-4-06-519207-8
  7. 2020年9月23日発売[98]、ISBN 978-4-06-520716-1
  8. 2021年2月22日発売[99]、ISBN 978-4-06-522343-7
- 黒野カンナ（原作）・和泉みお（作画）『はたらく細胞フレンド』、講談社〈デラックスKC〉、全6巻
  1. 2019年6月7日発売[100]、ISBN 978-4-06-515522-6
  2. 2019年11月7日発売[101]、ISBN 978-4-06-517636-8
  3. 2020年3月9日発売[102]、ISBN 978-4-06-518909-2
  4. 2020年7月13日発売[103]、ISBN 978-4-06-520155-8
  5. 2021年1月13日発売[104]、ISBN 978-4-06-522041-2
  6. 2021年5月13日発売[105]、ISBN 978-4-06-523220-0
- ヤス（漫画・漫画原作）・柿原優子（原作）『はたらく血小板ちゃん』、講談社〈シリウスKC〉、全4巻
  1. 2020年1月9日発売[106]、ISBN 978-4-06-518185-0
  2. 2020年6月9日発売[107]、ISBN 978-4-06-519798-1
  3. 2020年12月9日発売[108]、ISBN 978-4-06-521697-2
  4. 2021年6月9日発売[109]、ISBN 978-4-06-523704-5
- 福田泰宏（漫画）・橋本直也（医療監修）『はたらく細胞BABY』、講談社〈モーニングKC〉、全4巻
  1. 2020年1月9日発売[110]、ISBN 978-4-06-518231-4
  2. 2020年7月20日発売[111]、ISBN 978-4-06-519640-3
  3. 2021年2月22日発売[112]、ISBN 978-4-06-522344-4
  4. 2021年10月21日発売[113]、ISBN 978-4-06-524975-8
- 原田重光（原作）・乙川灯（作画）『はたらく細胞LADY』、講談社〈モーニングKC〉、全5巻
  1. 2020年7月20日発売[114]、ISBN 978-4-06-519908-4
  2. 2021年2月22日発売[115]、ISBN 978-4-06-521937-9
  3. 2021年6月23日発売[116]、ISBN 978-4-06-523599-7
  4. 2022年5月23日発売[117]、ISBN 978-4-06-528098-0
  5. 2022年11月22日発売[118]、ISBN 978-4-06-529758-2
- 蟹江鉄史『はたらく細胞WHITE』、講談社〈シリウスKC〉、全4巻
  1. 2021年2月9日発売[119]、ISBN 978-4-06-522323-9
  2. 2021年9月9日発売[120]、ISBN 978-4-06-524873-7
  3. 2022年3月9日発売[121]、ISBN 978-4-06-527028-8
  4. 2022年10月7日発売[122]、ISBN 978-4-06-529454-3
- 橋本カヱ（原作）・次恒一（漫画）『はたらく細胞イリーガル』、講談社〈ヤンマガKCスペシャル〉、既刊4巻（2023年9月20日現在）
  1. 2022年6月20日発売[123]、ISBN 978-4-06-528141-3
  2. 2022年11月18日発売[124]、ISBN 978-4-06-529754-4
  3. 2023年5月18日発売[125]、ISBN 978-4-06-531694-8
  4. 2023年9月20日発売[126]、ISBN 978-4-06-533038-8
- 前田悠（作画）『はたらく細胞マッスル』、講談社〈モーニングKC〉、全5巻
  1. 2023年7月21日発売[127]、ISBN 978-4-06-532422-6
  2. 2023年11月22日発売[128]、ISBN 978-4-06-533296-2
  3. 2024年4月23日発売[129]、ISBN 978-4-06-535283-0
  4. 2024年10月22日発売[130]、ISBN 978-4-06-537193-0
  5. 2025年5月22日発売[131]、ISBN 978-4-06-539334-5
- 蒼空チョコ（原作）・かいれめく（作画）『はたらく細胞 猫』、講談社〈シリウスKC〉、既刊4巻（2025年7月9日現在）
  1. 2024年1月9日発売[132][133]、ISBN 978-4-06-534273-2
  2. 2024年7月9日発売[134]、ISBN 978-4-06-535744-6
  3. 2024年12月9日発売[135]、ISBN 978-4-06-537705-5
  4. 2025年7月9日発売[136]、ISBN 978-4-06-539927-9
- 割田コマ（原作・構成）・九似良（作画）『はたらく細胞 おくすり』、講談社〈シリウスKC〉、全4巻
  1. 2024年1月9日発売[137][138]、ISBN 978-4-06-534274-9
  2. 2024年7月9日発売[139]、ISBN 978-4-06-535746-0
  3. 2024年11月8日発売[140]、ISBN 978-4-06-537403-0
  4. 2025年7月9日発売[141]、ISBN 978-4-06-539347-5

### アンソロジー漫画
- 『はたらく細胞 コミックアンソロジー』、一迅社、2020年12月24日発売、ISBN 978-4-75-802191-3

### 関連書籍

#### ノベライズ
講談社の児童書レーベル、講談社KK文庫および講談社青い鳥文庫からそれぞれ別個に刊行された小中学生向けノベライズ。ほぼ漫画本編のエピソードを再構成しており、文章による詳細な状況描写が独自に加えられたりしている。
- 時海結以（著）・清水茜（原作・イラスト）『小説 はたらく細胞』、講談社（講談社KK文庫）
  1. 2018年7月12日発売[142]、ISBN 978-4-06-511718-7
  2. 2019年7月25日発売[143]、ISBN 978-4-06-516457-0
  3. 2020年5月21日発売[144]、ISBN 978-4-06-519250-4
- 時海結以（文）・清水茜（監修）『はたらく細胞』、講談社（講談社青い鳥文庫）、2021年1月14日発売[145]、ISBN 978-4-06-522059-7
- 吉田はるゆき（原作・絵）・吉岡みつる（文）・清水茜（監修）『はたらく細菌』、講談社（講談社青い鳥文庫）
  1. 2022年2月9日発売[146]、ISBN 978-4-06-526871-1
  2. 2022年4月13日発売[147]、ISBN 978-4-06-527436-1
- 時海結以（文）・清水茜（原作）・原田重光（原作）・初嘉屋一生（原作）・徳永友一（脚本）『はたらく細胞 映画ノベライズ』、講談社（講談社KK文庫）、2024年11月25日発売[148]、ISBN 978-4-06-537586-0

#### 教本
よくわかる！ 「はたらく細胞」 細胞の教科書
講談社（編）、清水茜（メインキャラクター・イラスト）、講談社（KCデラックス）、2019年5月9日発売、ISBN 978-4-06-515243-0
細胞や人体の仕組みなどをテーマにした、小学校高学年から中学2年生向けの理科の教本。細胞や細菌・ウイルスなどのリアルなカラー図鑑も収録している。
「はたらく細胞」ウイルスの教科書
講談社（編）、清水茜（メインキャラクター・イラスト）、講談社（KCデラックス）、2020年10月15日発売、ISBN 978-4-06-521103-8

#### 図鑑
アニメ版のイラストを使用した小学生向け図鑑。2021年1月時点で2冊の累計発行部数は17万部を突破している。
からだのしくみを学べる！ はたらく細胞 人体のふしぎ図鑑
講談社（編）、シリウス編集部、はたらく細胞製作委員会（監修）、講談社、2019年7月24日発売、ISBN 978-4-06-516526-3
感染症を正しく学べる！ はたらく細胞 ウイルス＆細菌図鑑
講談社（編）、シリウス編集部、はたらく細胞製作委員会（監修）、講談社、2021年1月21日発売、ISBN 978-4-06-527097-4
びょうきとたたかう！ はたらく細胞 ワクチン＆おくすり図鑑
講談社（編）、月刊少年シリウス編集部、はたらく細胞製作委員会（監修）、講談社、2022年3月02日発売、ISBN 978-4-06-521848-8

#### 絵本
絵本 はたらく細胞
牧村久実（作・絵）、清水茜（原作）、講談社（講談社の創作絵本）
1. 絵本 はたらく細胞 ばいきんvs.白血球たちの大血戦!
2020年12月2日発売、ISBN 978-4-06-521098-7
原作の単行本1巻から選り抜いた2話分を「その1 くしゃみ」「その2 すりきず」と題し絵本化。主な読者対象を低学年児童として、キャラクターはショートデフォルメ化、白血球は武器を持たずパンチでバイキンと戦うなど、セリフや表現をマイルド化している。赤血球が二酸化炭素を肺まで運ぶ経緯を「めいろあそび」で表現するなどの幼年向けページも幾つか差し込まれている。
2. 絵本 はたらく細胞 2 超強敵! インフルエンザと食中毒
2021年6月7日発売、ISBN 978-4-06-522781-7
3. 絵本 はたらく細胞 3 はじめての敵! 新型コロナウイルス
2022年1月27日発売、ISBN 978-4-06-526206-1
4. 絵本　はたらく細胞　４　注射はこわくない！　熱中症とおたふくかぜ
2022年7月21日発売、ISBN 978-4-06-528300-4
5. 絵本　はたらく細胞　５　身近な病気とケガ　かぜとたんこぶのひみつ
2023年6月01日発売、ISBN 978-4-06-531750-1
6. 絵本　はたらく細胞　６　おなかのなかで乳酸菌が大活躍！
2024年6月27日発売、ISBN 978-4-06-535200-7

めくって学べる! はたらく細胞 からだのしくみ
講談社（編）、シリウス編集部・はたらく細胞製作委員会（監修）、原田知幸（医療監修）、講談社、2021年3月10日発売、ISBN 978-4-06-521968-3
アニメ版のイラストとリアルな人体のイラストを用いて、人体の仕組みを図解した絵本。未就学児から小学生を対象にしている。

#### 知育ドリル
アニメ版イラストを使用。
はたらく細胞ドリル からだのなかをのぞいてみよう
講談社（編）、清水茜（原作）、講談社、2022年4月7日発売、ISBN 978-4-06-527366-1
回答欄に直接書き込めて、医学・科学への興味を開く、学べるコミックドリル。
中学受験にも役立つ! はたらく細胞　人体のしくみドリル
講談社（編）、月刊少年シリウス編集部（監修）、はたらく細胞製作委員会（監修）、原田知幸(医療法人ひかり会 パーク病院院長)（医療監修）、花まる学習会（問題監修）、講談社、2022年8月22日発売、ISBN 978-4-06-528028-7
『はたらく細胞』のキャラクターと一緒に楽しく学べる、中学受験にも役立つ理科ドリル。

#### その他書籍
人体の知識が身につく はたらく細胞 学べるクイズ
講談社（編）、シリウス編集部（監修）、はたらく細胞製作委員会（監修）、原田知幸(医療法人ひかり会 パーク病院院長)（医療監修）、講談社、2020年8月24日発売、ISBN 978-4-06-520658-4
アニメ「はたらく細胞」に登場するキャラクターたちが、免疫細胞の働きや人体の仕組みについてクイズを出題されるのを楽しみながら体の仕組みや生理学の基礎を学べるクイズブックです｡
はたらく細胞 公式アニメ完全ガイド
講談社（編）、講談社（KCデラックス）、2021年3月10日発売、ISBN 978-4-06-522855-5
テレビアニメ第1期・第2期の公式ガイドブック。
はたらく細胞LADY 10代女性が知っておきたい「性」の新知識
及川夕子（著者）、高橋幸子_(産婦人科医)（医療監修）、原田重光（監修）、乙川灯（監修）、清水茜（監修）、講談社（KCデラックス）、2022年11月22日発売、ISBN 978-4-06-529458-1
ユネスコの提唱する世界基準の「包括的性教育」の沿って、10代女性の心身を守る正しい性の情報を中心にまとめられた教育本
美味しく食べて細胞活性! はたらく細胞 公式レシピBOOK
伊藤明子（赤坂ファミリークリニック・東京大学医学部附属病院医師）（監修）、清水茜（イラスト）、講談社、2024年11月22日発売、ISBN 978-4-06-536918-0
映画 はたらく細胞 オフィシャルブック
講談社（編）、講談社、2024年11月29日発売、ISBN 978-4-06-536919-7

## テレビアニメ
|                      | 第1期                                                 | 第2期                                                 |
| -------------------- | ----------------------------------------------------- | ----------------------------------------------------- |
| 原作                 | 清水茜                                                | 清水茜                                                |
| 監督                 | 鈴木健一                                              | 小倉宏文                                              |
| シリーズ構成         | 柿原優子                                              | 柿原優子                                              |
| キャラクターデザイン | 吉田隆彦、玉置敬子（サブ） 三室健太（細菌）           | 吉田隆彦、玉置敬子（サブ） 三室健太（細菌）           |
| プロップデザイン     | 三室健太                                              | 三室健太                                              |
| アクション作画監督   | 三室健太 入江俊博（第1期第4話以降）                   | 三室健太 入江俊博（第1期第4話以降）                   |
| 美術設定             | 曽野由大                                              | 曽野由大                                              |
| 美術設定             | 橋口コウジ                                            |                                                       |
| 美術監督             | 若林里紗                                              | 細井友保                                              |
| 色彩設計             | 水野愛子                                              | 水野愛子                                              |
| CGディレクター       | 中島豊                                                | 石井規仁                                              |
| 撮影監督             | 大島由貴                                              | 大島由貴                                              |
| 編集                 | 廣瀬清志                                              | 廣瀬清志                                              |
| 音響監督             | 明田川仁                                              | 明田川仁                                              |
| 音響制作             | マジックカプセル                                      | マジックカプセル                                      |
| 音楽                 | 末廣健一郎、MAYUKO                                    | 末廣健一郎、MAYUKO                                    |
| 音楽プロデューサー   | 山内真治                                              | 山内真治                                              |
| 音楽制作             | アニプレックス                                        | アニプレックス                                        |
| プロデューサー       | 高橋祐馬、伊藤洋平、笠間寿高 若松剛（アニメーション） | 高橋祐馬、伊藤洋平、笠間寿高 若松剛（アニメーション） |
| アニメーション制作   | david production                                      | david production                                      |
| 製作                 | アニプレックス、講談社 david production               | アニプレックス、講談社 david production               |

TOKYO MXほかにて放送。ナレーションは能登麻美子。
第1期は2018年7月8日から9月30日まで放送された。原作の第1 - 4巻のうち、第1話から第18話まで（第2・11・13・14話を除く）が映像化された。同年12月27日には原作第11話（第3巻）を基にした新作特別編「風邪症候群」が放送された。
第2期『はたらく細胞!!』は、「AnimeJapan 2019」におけるゲーム『いつでも はたらく細胞』のトークイベント内で制作決定が発表され、2021年1月9日から2月27日まで放送された。「はたらく細胞アワー」として、スピンオフ作品『はたらく細胞BLACK』との連続放送となった。2020年9月5日には第2期のエピソードが『「はたらく細胞!!」最強の敵、再び。体の中は“腸”大騒ぎ！』と題して先行劇場上映された。

### 製作
第1期本放送開始前の2018年7月4日にコミックナタリーのもとで行なわれた原作者の清水茜と監督の鈴木健一の対談によれば、清水はアニメ化の第一報を担当者から聞かされた際、実感や当事者意識が芽生えなかった。一方、鈴木は監督就任への依頼が来てから初めて原作を読んだが、「細胞の擬人化」のインパクトに惹かれて快諾した。鈴木が本作までに男臭い作品ばかりを担当してきたこともあり、シリーズ構成には男臭さとのバランスを取りたいという彼の要望で柿原優子が起用された。
第1期本放送終了後の2018年9月から10月に開催された『マチ★アソビ vol.21』でのトークステージによれば、キャラクターの動きの印象という点では原作を超えることは難しいため、背景は原作よりハイディティールにしたいという意欲があった。また、血小板や背景、原作の小ネタなどを描くに際してはアニメーターからも悲鳴が上がったものの、その分素晴らしい絵が上がってきて満足がいったほか、放送後のTwitterやニコニコ動画でのコメントなどに細かい描写への反応が見られたり、楽しんでいる声を目にしたりして「次の話数も頑張ろう」と活力になったという。なお、鈴木が第1期第3話の制作段階でインフルエンザに罹患して以来、病気で不在のスタッフは「ロケハンに行っている」と言われるようになったそうである。

### 反響
ライブラ株式会社のニュースサイト「STANDBY」によれば、ニコニコ動画の第1期第1話無料放送では100万回再生を突破し、「生きているだけで聖地巡礼できるアニメ」「推しが体内にいるアニメ」として話題を集めているほか、インターネット内では「流血シーンがなかったら朝に放送してほしい」「アニメのおかげで子供にしつけや教育がしやすくなった」との好評が挙がっているという。
ビッグローブ株式会社のニュースサイト「BIGLOBEニュース」によれば、癌研究者の大須賀覚がTwitterで第7話「がん細胞」を解説し、「癌研究者目線でも、とても正確な内容だったと思います」などと称賛したと伝えている。
第1期第13話（最終話）放送後には、全国の学校や学会などから寄せられた「作品を授業やレポートの資料として使用したい」との反響に際し、教育機関や医療施設などの関係者を対象とした画像素材の無償提供が開始された。
2018年10月10日には、ビリビリ動画における全話の累計視聴総数が1億回を突破したことが報じられ、中国メディアでも好意的に報道された。『はたらく細胞』は面白いだけでなく知識も学べてためになり、中国では役に立つものが好きな人が多く、保護者たちにも絶賛されたこと、誰でも語れる作品だったこと、中国ではアニメや漫画を知識を学ぶ方面に活用することが少なく馴染みが無かったため、勉強と娯楽を両立している『はたらく細胞』に良い意味で驚いた人が多かったこと、などの理由から日本アニメのコアファン層以外の一般層にまで話題が広がり、中国での爆発的な人気に繋がったと分析されている。
2018年10月15日にはドワンゴのニコニコアンケート「ネットユーザーが本気で選ぶ！アニメ総選挙 2018 夏」にて、作品部門で第1位、キャラクター部門でも血小板が第1位をそれぞれ獲得したことが報じられた。
2021年2月より中国の国営放送である中国中央テレビで『はたらく細胞』のテレビ放送をすることが決定し、2007年から日本の新作アニメのテレビ放送が途絶えていた中国で、14年ぶりに日本の新作アニメが解禁されたと中国のアニメファンの間で話題になった。しかし実際の放送では戦闘シーンがほとんどカットされていたり、血液の色が全て黒に変更されるなどの編集がされており、中国では久しぶりに日本アニメが放送されたことに喜びを感じる一方で、オリジナルの持つ魅力が編集によって大いに削がれてしまったと不満をぶちまける記事が中国のポータルサイト・百度に掲載された。
複数のテレビ番組で特集され、全国の学校の授業で『はたらく細胞』のアニメが鑑賞されている様子や、受験勉強にも役立つと話題になっているなどと紹介された

。
茨城県立下妻第二高等学校の2年生の生物基礎の授業でアニメが使用され「はたらく細胞のおかげで成績が上がった。」という生徒の声や「はたらく細胞には大学入学共通テストの生物基礎の問題ですごく共通する問題も出てくる。」という生物担当教諭の声が紹介された。
富山県の氷見市立西の杜学園の中学2年生の理科の授業でもアニメが使用され「いつも手をあげない生徒が授業中に挙手するなど挙手率が高くなった。」「覚えないといけない用語がキャラになっていて覚えやすい。」という理科担当教諭の声が紹介された。
島根県の松江市立東出雲中学校の2年生の心臓の働きなどの理科の授業でもアニメが使用され「生徒の評判も良く理解や関心も高まる。継続してやっていく予定。」という校長の声が紹介された。
岡山県の美作市スポーツ医療看護専門学校の入学前のプレ授業でもアニメが使用され「分かりやすく理解ができ入学が楽しみ。」「医学の勉強が楽しい。」という生徒の声が紹介された。
東大生の「コミックが研究室に置いてあってみんなで読んでいる。細かいところを省きつつ大事なところを押さえて紹介されていてすごくいいと思う。」などの声が紹介された。
『はたらく細胞』は小学生にも大人気であると、足立区立中川北小学校の小学生たちの声が紹介された。
海外からも注目されており、医者や研究者も絶賛しているとして、イギリス人医師エドワードホープ博士の「ウイルス感染が分かりやすく描かれていて素晴らしい」というコメントなどが紹介された。
アニメコラムニストの小新井涼は「擬人化したキャラが菌と戦う様子・対処する様はエンタメ性が高く、楽しみながら知識を得ることができる。新型コロナや熱中症など社会的な問題ともつながり学びになる。今の子供はうらやましい。」と語っている。
原作最終話（6巻収録）の「新型コロナウイルス」を監修した国立国際医療研究センターの忽那賢志医師は「アニメや漫画は若い人に限らず見ているので広い世代に見ていただけるといいと思う。医療者側から直接伝えにくい方々にもコロナのことを知っていただけるというのは非常に良いと思う。」と語っている。
2021年5月4日放送の『林修の今でしょ!講座』の『現役東大生500人が選んだ「勉強になるアニメ」ランキング』で第1位に輝き、富山県の氷見市立西の杜学園中学校の理科の授業でアニメを使用している様子などが紹介された。

### プロモーション
アニメ公式サイトでは、各話の放送後に代々木ゼミナール生物講師・鈴川茂 による解説動画「はたらく細胞ゼミナール」を公開している。
2018年11月18日には舞浜アンフィシアターにてステージイベント『はたらく祭典』が開催され、主要声優陣が担当キャラクターの衣装を着て登壇したうえ、終盤にはClariSも登壇してエンディングテーマ「CheerS」を歌唱し、主要声優陣がオープニングテーマ「ミッション！ 健・康・第・イチ」を歌唱した。

### コラボレーション
日本赤十字社
2018年6月30日から同年7月7日までの期間中、各地の献血ルームや移動採血バスで献血に協力すると、イラストカードが配布される。カード裏面にはQRコードとシリアルナンバーが記載されており、スマートフォンなどでQRコードを読み取ってシリアルナンバーを入力すると、アニメ第1話をどこよりも早く先行で視聴できるキャンペーンを行った。2019年2月25日より第2弾として、先着15000名に書き下ろしオリジナルカレンダーが配布されるキャンペーンを実施。関東地方の各献血ルームでは、第2段として、2019年3月16日から同年4月30日までの期間中、オリジナルクリアファイルが配布されるキャンペーンを実施した。
滋賀県湖南市
広報紙『Konan』2018年9月号が、追加設置分も含めてほぼ底をついた。
有楽町マルイ
2019年1月19日から同年2月17日まで、8階イベントスペースにて「『はたらく細胞』展@有楽町マルイ」が開催された。アニメの場面写や絵コンテ、原画の展示、フォトスポットの設置、グッズ販売などが行われた。
ラグーナテンボス・ラグナシア
2019年1月26日から同年5月6日までの期間中、体験型イベント「はたらく細胞ぱーくinラグーナテンボス」が開催される。園内ラリーのミッション3つをクリアすると、限定デザインの診断書を取得できる。
クラッシュフィーバー
2019年4月12日よりiOS/Android端末向けに配信中のスマートフォンゲーム『クラッシュフィーバー』とのコラボイベントを実施。
東急ハンズ・ヴィレッジヴァンガード
2019年4月27日から同年5月19日まで実施。それぞれの店員の制服を着用したキャラクターの描き下ろしデザインを使った商品が販売された。
ポカリスエット
2019年7月9日より「はたらく細胞 第11.5話 熱中症〜もしもポカリスエットがあったら〜」を公開。
ハウス食品「乳酸菌L-137」
2019年9月27日より風邪対策についてのオリジナルストーリー漫画「はたらく細胞×乳酸菌L-137研究所」を公開。
薬剤耐性啓発キャンペーン
キーヴィジュアルにキャンペーンツール、PRイベントを展開。
東武バス
2021年1月19日から2月1日まで、車内広告が掲示されていた
妖怪ウォッチ
2021年3月29日から4月12日までiOS/Android端末向けに配信中のスマートフォンゲーム『妖怪三国志 国盗りウォーズ』とのコラボイベントを実施。

### 主題歌
「ミッション！ 健・康・第・イチ」
赤血球（花澤香菜）、白血球（前野智昭）、キラーT細胞（小野大輔）、マクロファージ（井上喜久子）による第1期オープニングテーマ。作詞・作曲はゆうまお、編曲は末廣健一郎。第9話では2番の歌詞を使用。
「CheerS」
ClariSによる第1期エンディングテーマ。作詞はハヤシケイ、作曲はmegane、編曲は毛蟹。第7話は本編の終盤から流れるロングバージョン（2コーラス分）を使用。
「GO!GO!細胞フェスタ」
赤血球（花澤香菜）、白血球（前野智昭）、キラーT細胞 / メモリーT細胞（小野大輔）、マクロファージ（井上喜久子）、一般細胞（小林裕介）、乳酸菌（吉田有里）による第2期オープニングテーマ。作詞・作曲はゆうまお、編曲は末廣健一郎。
「Fight!!」
ClariSによる第2期エンディングテーマ。作詞・作曲はKOH、編曲は毛蟹。
「ばんばん！ばばーん！」
血小板（長縄まりあ）&血小板（うしろまえちゃん）（石見舞菜香）による第2期第1話挿入歌。作詞・作曲・編曲はゆうまお。

### 各話リスト

#### 第1期
| 第1話                         | 肺炎球菌                                              | 柿原優子 | 鈴木健一                   | 鈴木健一                     | 吉田隆彦 玉置敬子 三浦春樹                                                                  | 吉田隆彦          | 2018年 7月8日 |
| 第2話                         | すり傷                                                | 柿原優子 | 西田正義                   | 吉川志我津                   | 三浦春樹 福士真由美 西村彩 齋藤大輔 清水勝祐                                                | 吉田隆彦 玉置敬子 | 7月15日       |
| 第3話                         | インフルエンザ                                        | 柿原優子 | 吉川博明                   | 朝木幸彦                     | 齋藤大輔 清水勝祐 小野陽子 九鬼朱 門智昭 福士真由美 吉田隆彦                                | 吉田隆彦 玉置敬子 | 7月22日       |
| 第4話                         | 食中毒                                                | 柿原優子 | 西田正義                   | 清丸悟                       | 吉田隆彦 玉置敬子 三浦春樹 清水勝祐 福士真由美 齋藤大輔 西村彩 小野陽子 ShinHyungWoo        | 吉田隆彦 玉置敬子 | 7月29日       |
| 第5話                         | スギ花粉アレルギー                                    | 柿原優子 | 大脊戸聡                   | 大脊戸聡                     | 三浦春樹 福士真由美 西村彩 楠木智子 門智昭 斎藤大輔 青野厚司 棚澤隆（メカ） [ 209 ]         | 吉田隆彦 玉置敬子 | 8月5日        |
| 第6話                         | 赤芽球と骨髄球                                        | 柿原優子 | 鵜飼ゆうき                 | 上野壮大                     | 清水勝祐 西村彩 三浦春樹 斎藤大輔 門智昭 吉田隆彦 玉置敬子                                  | 吉田隆彦 玉置敬子 | 8月12日       |
| 第7話                         | がん細胞                                              | 鈴木健一 | 鈴木健一 西田正義          | 吉川志我津                   | 斎藤大輔 西村彩 三浦春樹 清水勝祐 楠木智子 福士真由美 吉田隆彦 玉置敬子                     | 吉田隆彦 玉置敬子 | 8月19日       |
| 第8話                         | 血液循環                                              | 柿原優子 | 西田正義                   | 佐々木純人                   | 斎藤大輔 清水勝祐 小坂知 楠木智子 西村彩 三浦春樹 福士真由美                                | 吉田隆彦 玉置敬子 | 8月26日       |
| 第9話                         | 胸腺細胞                                              | 柿原優子 | 西田正義                   | 江副仁美                     | 清丸悟 福士真由美 清水勝祐 斎藤大輔 三浦春樹 小坂知 小野陽子 楠木智子                       | 玉置敬子          | 9月2日        |
| 第10話                        | 黄色ブドウ球菌                                        | 柿原優子 | 森川滋 鵜飼ゆうき 鈴木健一 | 青柳宏宣 ソエジマヤスフミ    | 吉田隆彦 玉置敬子 福士真由美 斎藤大輔 清水勝祐 清丸悟                                       | 吉田隆彦 玉置敬子 | 9月9日        |
| 第11話                        | 熱中症                                                | 柿原優子 | 岩崎知子                   | 久保太郎                     | 藤優子 清丸悟 福士真由美 斎藤大輔 三浦春樹 西村彩 小坂知 吉田隆彦 清水勝祐 吉田隆彦         | 吉田隆彦 玉置敬子 | 9月16日       |
| 第11.5話                      | 熱中症 〜もしもポカリスエットがあったら〜             | -        | 吉田隆彦、三室健太         | 吉田隆彦、三室健太           | -                                                                                           | -                 | [ 注 20 ]     |
| 第11.5話 アフターストーリー篇 | 「ポカリスエットの秘密」 第11.5話アフターストーリー篇 | -        | -                          | -                            | -                                                                                           | -                 | -             |
| 第12話                        | 出血性ショック（前編）                                | 柿原優子 | 大脊戸聡                   | 大脊戸聡                     | 吉田隆彦 玉置敬子 三浦春樹 福士真由美 斎藤大輔 藤優子 清丸悟 西村彩 清水勝祐                | 吉田隆彦 玉置敬子 | 9月23日       |
| 第13話                        | 出血性ショック（後編）                                | 鈴木健一 | 西田正義 鈴木健一          | 鈴木健一 吉川志我津 上野壮大 | 吉田隆彦 玉置敬子 斎藤大輔 清水勝祐 三浦春樹 西村彩 福士真由美 清丸悟 近響子 棚沢隆（メカ） | 吉田隆彦 玉置敬子 | 9月30日       |
| 特別編                        | 風邪症候群                                            | 堀内全   | スタジオモリコーネ         | 森田侑希                     | 清水勝祐 三浦春樹 福士真由美 清丸悟 斎藤大輔                                                | 吉田隆彦 玉置敬子 | 12月27日      |

#### 第2期
| 第1話 | たんこぶ           | 柿原優子 | 小倉宏文 | 小倉宏文                  | 保村成 柳瀬譲二 糸島雅彦 山口光紀 冨永一仁 和田賢人 福元陽介 吉田隆彦 玉置敬子                                 | 吉田隆彦 玉置敬子               | 2021年 1月9日 |
| 第2話 | 獲得免疫           | 柿原優子 | 三室健太 | 千葉大輔                  | 清水勝祐 山口光紀 福士真由美 柳瀬譲二 南伸一郎 和田賢人                                                        | 吉田隆彦 玉置敬子 北尾勝        | 1月16日       |
| 第2話 | パイエル板         | 柿原優子 | 三室健太 | 千葉大輔                  | 清水勝祐 山口光紀 福士真由美 柳瀬譲二 南伸一郎 和田賢人                                                        | 吉田隆彦 玉置敬子 北尾勝        | 1月16日       |
| 第3話 | デング熱           | 柿原優子 | 上野壮大 | 上野壮大                  | 三浦春樹 福士真由美 福島豊明 南伸一郎 深谷悠貴 冨田泰弘 工藤ゆき 吉岡佳宏 山口光紀 井上美香 重内悠希           | 吉田隆彦 玉置敬子 北尾勝        | 1月23日       |
| 第3話 | ニキビ             | 柿原優子 | 上野壮大 | 上野壮大                  | 三浦春樹 福士真由美 福島豊明 南伸一郎 深谷悠貴 冨田泰弘 工藤ゆき 吉岡佳宏 山口光紀 井上美香 重内悠希           | 吉田隆彦 玉置敬子 北尾勝        | 1月23日       |
| 第4話 | ピロリ菌           | 柿原優子 | 青柳宏宜 | 青柳宏宜                  | 清水勝祐 福島豊明 福士真由美 佐藤元 柳瀬譲二                                                                   | 吉田隆彦 玉置敬子 清丸清 北尾勝 | 1月30日       |
| 第4話 | 抗原変異           | 柿原優子 | 青柳宏宜 | 青柳宏宜                  | 清水勝祐 福島豊明 福士真由美 佐藤元 柳瀬譲二                                                                   | 吉田隆彦 玉置敬子 清丸清 北尾勝 | 1月30日       |
| 第5話 | サイトカイン       | 柿原優子 | 藤本ジ朗 | 江副仁美                  | 森幸子 三浦春樹 和田賢人 福島豊明 南伸一郎 深谷悠貴 重内悠希                                                   | 吉田隆彦 玉置敬子 北尾勝        | 2月6日        |
| 第6話 | 悪玉菌             | 柿原優子 | 上野壮大 | 上野壮大                  | 深谷悠貴 清水勝祐 福士真由美 山口光紀 重内悠希 森幸子 柳瀬譲二 南伸一郎 三浦春樹                               | 吉田隆彦 玉置敬子 北尾勝        | 2月13日       |
| 第7話 | がん細胞II（前編） | 柿原優子 | 西田正義 | ソエジマヤスフミ 小倉宏文 | 深谷悠貴 福士真由美 重内悠希 清水勝祐 柳瀬譲二 森幸子 南伸一郎 三浦春樹 和田賢人 石橋大輔 柴さくら KU JA CHEON | 吉田隆彦 玉置敬子 北尾勝        | 2月20日       |
| 第8話 | がん細胞II（後編） | 柿原優子 | 小倉宏文 | 進藤陽平                  | 清水勝祐 清丸悟 柳瀬譲二 吉田隆彦                                                                              | 吉田隆彦 玉置敬子               | 2月27日       |

### 放送局
| 放送期間                | 放送時間                     | 放送局       | 対象地域   | 備考                        |
| ----------------------- | ---------------------------- | ------------ | ---------- | --------------------------- |
| 2018年7月8日 - 9月30日  | 日曜 0:00 - 0:30（土曜深夜） | TOKYO MX     | 東京都     |                             |
|                         |                              | とちぎテレビ | 栃木県     |                             |
|                         |                              | 群馬テレビ   | 群馬県     |                             |
|                         |                              | BS11         | 日本全域   | BS放送 / 『ANIME+』枠       |
|                         | 日曜 1:50 - 2:20（土曜深夜） | テレビ愛知   | 愛知県     |                             |
|                         | 日曜 2:38 - 3:08（土曜深夜） | 北海道放送   | 北海道     |                             |
|                         |                              | 毎日放送     | 近畿広域圏 | 『アニメシャワー』第2部     |
| 2018年7月9日 - 10月1日  | 月曜 2:25 - 2:55（日曜深夜） | RKB毎日放送  | 福岡県     |                             |
| 2018年7月10日 - 10月2日 | 火曜 23:00 - 23:30           | AT-X         | 日本全域   | CS放送 / リピート放送あり   |
| 2024年4月6日 - 6月29日  | 土曜 18:25 - 18:50           | NHKEテレ     | 日本全域   | 字幕放送 / リピート放送あり |

| 配信開始日    | 配信時間           | 配信サイト |
| ------------- | ------------------ | --- |
| 2018年7月9日  | 月曜 12:00 更新    | dアニメストア ニコニコチャンネル GYAO! dTV バンダイチャンネル Amazonビデオ ひかりTV U-NEXT アニメ放題 FOD ビデオマーケット |
|               | 月曜 23:00 - 23:30 | ニコニコ生放送 |
| 2018年7月10日 | 火曜 0:00 - 0:30   | AbemaTV |
|               | 火曜 0:00 更新     | ビデオパス J:COMオンデマンド                                                                                               |

| 放送日         | 放送時間                     | 放送局       | 対象地域   | 備考                        |
| -------------- | ---------------------------- | ------------ | ---------- | --------------------------- |
| 2018年12月27日 | 木曜 0:30 - 1:00（水曜深夜） | TOKYO MX     | 東京都     |                             |
|                |                              | とちぎテレビ | 栃木県     |                             |
|                |                              | 群馬テレビ   | 群馬県     |                             |
|                |                              | BS11         | 日本全域   | BS放送 / 『ANIME+』枠       |
|                | 木曜 2:35 - 3:05（水曜深夜） | テレビ愛知   | 愛知県     |                             |
|                | 木曜 2:39 - 3:09（水曜深夜） | RKB毎日放送  | 福岡県     |                             |
|                | 木曜 3:40 - 4:10（水曜深夜） | 毎日放送     | 近畿広域圏 |                             |
|                | 木曜 23:30 - 金曜 0:00       | AT-X         | 日本全域   | CS放送 / リピート放送あり   |
| 2018年12月29日 | 土曜 2:10 - 2:40（金曜深夜） | 北海道放送   | 北海道     |                             |
| 2024年7月6日   | 土曜 18:25 - 18:50           | NHKEテレ     | 日本全域   | 字幕放送 / リピート放送あり |

| 配信開始日     | 配信時間                     | 配信サイト |
| -------------- | ---------------------------- | --- |
| 2018年12月28日 | 金曜 12:00 更新              | GYAO! バンダイチャンネル ビデオマーケット ニコニコチャンネル Netflix dアニメストア dTV ひかりTV U-NEXT アニメ放題 FOD ビデオパス J:COMオンデマンド メガパック Hulu あにてれ Amazon Video |
|                | 金曜 23:00 - 23:30           | AbemaTV |
| 2018年12月29日 | 土曜 0:00 - 0:30（金曜深夜） | ニコニコ生放送 |

| 放送期間                | 放送時間                     | 放送局       | 対象地域       | 備考                        |
| ----------------------- | ---------------------------- | ------------ | -------------- | --------------------------- |
| 2021年1月9日 - 2月27日  | 土曜 23:30 - 日曜 0:00       | TOKYO MX     | 東京都         |                             |
|                         |                              | とちぎテレビ | 栃木県         |                             |
|                         |                              | 群馬テレビ   | 群馬県         |                             |
|                         |                              | BS11         | 日本全域       | BS放送 / 『ANIME+』枠       |
| 2021年1月10日 - 2月28日 | 日曜 2:38 - 3:08（土曜深夜） | 毎日放送     | 近畿広域圏     | 『アニメシャワー』第2部     |
|                         | 日曜 21:00 - 21:30           | AT-X         | 日本全域       | CS放送 / リピート放送あり   |
| 2021年1月11日 - 3月1日  | 月曜 1:20 - 1:50（日曜深夜） | RKB毎日放送  | 福岡県         |                             |
|                         | 月曜 1:25 - 1:55（日曜深夜） | 北海道放送   | 北海道         |                             |
| 2021年1月13日 - 3月3日  | 水曜 2:35 - 3:05（火曜深夜） | テレビ愛知   | 愛知県         |                             |
| 2021年1月23日 - 3月13日 | 土曜 1:55 - 2:25（金曜深夜） | 山陰放送     | 鳥取県・島根県 | 『森谷佳奈のアニ物語』枠    |
| 2024年7月13日 -         | 土曜 18:25 - 18:50           | NHKEテレ     | 日本全域       | 字幕放送 / リピート放送あり |

| 配信開始日    | 配信時間               | 配信サイト |
| ------------- | ---------------------- | --- |
| 2021年1月9日  | 土曜 23:30 - 日曜 0:00 | ABEMA |
| 2021年1月10日 | 日曜 12:00 更新        | dアニメストア（本店・for Prime Video） |
| 2021年1月12日 | 火曜 12:00 更新        | ニコニコチャンネル GYAO! バンダイチャンネル Hulu J:COMオンデマンド TELASA ビデオマーケット music.jp ひかりTV FOD Netflix U-NEXT アニメ放題 MBS動画イズム TVer Amazonプライム・ビデオ |
|               | 火曜 23:00 - 23:30     | ニコニコ生放送 |

中国大陸ではbilibili、台湾では巴哈姆特動畫瘋・iQIYIいずれもにて配信。

### BD / DVD
| 巻     | 発売日         | 収録話            | 規格品番      | 規格品番      |
| 巻     | 発売日         | 収録話            | BD限定版      | DVD限定版     |
| ------ | -------------- | ----------------- | ------------- | ------------- |
| 1      | 2018年8月29日  | 第1話             | ANZX-14701/2  | ANZB-14701/2  |
| 2      | 2018年9月26日  | 第2話 - 第3話     | ANZX-14703/4  | ANZB-14703/4  |
| 3      | 2018年10月24日 | 第4話 - 第5話     | ANZX-14705/6  | ANZB-14705/6  |
| 4      | 2018年11月28日 | 第6話 - 第7話     | ANZX-14707/8  | ANZB-14707/8  |
| 5      | 2018年12月26日 | 第8話 - 第9話     | ANZX-14709/10 | ANZB-14709/10 |
| 6      | 2019年1月30日  | 第10話 - 第11話   | ANZX-14711/2  | ANZB-14711/2  |
| 7      | 2019年2月27日  | 第12話 - 第13話   | ANZX-14713/4  | ANZB-14713/4  |
| 特別編 | 2019年3月27日  | 特別編 風邪症候群 | ANZX-14715/6  | ANZB-14715/6  |

| 巻         | 発売日        | 収録話        | 規格品番     | 規格品番     |
| 巻         | 発売日        | 収録話        | BD限定版     | DVD限定版    |
| ---------- | ------------- | ------------- | ------------ | ------------ |
| 1          | 2021年2月3日  | 第1話         | ANZX-14971/2 | ANZB-14971/2 |
| 2          | 2021年3月3日  | 第2話 - 第3話 | ANZX-14793/4 | ANZB-14793/4 |
| 特別上映版 | 2021年3月24日 | 特別上映版    | ANZX-14016/7 | ANZB-14016/7 |
| 3          | 2021年4月7日  | 第4話 - 第6話 | ANZX-14795   | ANZB-14795   |
| 4          | 2021年5月12日 | 第7話 - 第8話 | ANZX-14976   | ANZB-14976   |

### 映像特典
DVD&Blu-rayに収録のショートアニメ。
| 収録巻 | サブタイトル           | 脚本     | コンテ （演出）       |
| ------ | ---------------------- | -------- | --------------------- |
| Vol.3  | はたらくプチクイズ     | 柿原優子 | 徳丸尚子              |
| Vol.4  | マクロファージのおへや | 柿原優子 | 徳丸尚子              |
| Vol.5  | キラーT細胞の訓練      | 堀内全   | 徳丸尚子              |
| Vol.6  | 司令官の憂鬱           | 柿原優子 | 横内一樹 （徳丸尚子） |
| Vol.7  | はたらくおしごと       | 柿原優子 | 横内一樹 （徳丸尚子） |

### Webラジオ
テレビアニメ『はたらく細胞!!』と『はたらく細胞BLACK』の合同ラジオ『一緒に「はたらく細胞」らじお』が、テレビ放送に合わせて2021年1月6日から音泉にて隔週水曜に配信。
パーソナリティは『はたらく細胞!!』の白血球（好中球）役の前野智昭、『はたらく細胞BLACK』の赤血球（AA2153）役の榎木淳弥と白血球（1196）役の日笠陽子が担当する。

## 舞台
『体内活劇「はたらく細胞」』のタイトルで、2018年11月16日から25日までシアター1010にて上演された。内容は原作第1話「肺炎球菌」、第3話「インフルエンザ」、第4話「すり傷」、第8話・第9話「がん細胞（前・後編）」を基に構成されており、各エピソードの合間には原作第11話「風邪症候群」のシーンの一部が挿入されている。2019年3月27日、本編及び特典映像を収録したBD/DVDが発売された（特別編「風邪症候群」のBD/DVDと同時発売）。
2019年9月27日から10月6日まで、第2弾として『体内活劇「はたらく細胞II」』がシアター1010にて上演された。第1弾とは一部キャストが変更されている。

### スタッフ（舞台）
- 原作 - 清水茜
- 演出 - きだつよし（第1弾）、川尻恵太（第2弾）
- 脚本 - 川尻恵太
- 制作 - トライフルエンターテインメント

### キャスト（舞台）
- 白血球（好中球）- 和田雅成（第1弾）/北村諒（第2弾）
- 赤血球 - 七木奏音（第1弾）/川村海乃（第2弾）
- キラーT細胞 - 君沢ユウキ
- 一般細胞（第1弾）/がん細胞 - 山田ジェームス武
- 一般細胞（第2弾） - 杉江大志
- ヘルパーT細胞（第1弾） - 戸谷公人
- NK細胞 - 茉莉邑薫（第1弾）/宮原華音（第2弾）
- ナイーブT細胞（第1弾） - 太田将熙
- マクロファージ（第1弾） - 平田裕香
- 制御性T細胞 - 甲斐千尋
- 樹状細胞 - 川隅美慎
- B細胞 - 正木郁（第1弾）/糸川耀士郎（第2弾）
- 記憶細胞（第2弾） - 北村健人
- 血小板 - 岸田結光、森田恵、木内彩音（第1弾）/田中紗羽、木村華南（第2弾）
- 化膿レンサ球菌/エフェクターT細胞（第1弾） - 増田裕生
- インフルエンザウイルス感染細胞/ムンプスウイルス（第2弾） - 髙木俊
- 肺炎球菌 - 馬場良馬（第1弾）/澤田拓郎（第2弾）
- 悪玉菌（第2弾） - 澤田拓郎
- 黄色ブドウ球菌 - 富田翔（第1弾）/小玉久仁子（第2弾）
- 日和見菌（第2弾） - 小玉久仁子
- アンサンブル - 阿瀬川健太（第1弾）、松本城太郎（第1弾）、菅野慶太、福田圭祐、来夢（第1弾）、髙久健太、高橋凌、網代将悟、栗本佳那子、松田祐里佳、田中里奈、柿の葉なら

## 実写映画
2023年3月に実写映画化が決定し、2024年12月13日に公開。監督は武内英樹、主演は2018年の連続テレビ小説『半分、青い。』以来の共演となる永野芽郁と佐藤健。また、IMAX・MX4D・4DXの各種ラージフォーマットも同時公開された。
本作は漫画本編の他にスピンオフ作品の『はたらく細胞BLACK』も原作とし、不摂生な父と健康優良児の娘を主軸とする形でシリーズ初となる“人間の世界”も描かれる。撮影は和歌山県和歌山市（ポルトヨーロッパ）、群馬県前橋市（ロイヤルチェスター前橋アルフォンソ、ぐんまフラワーパーク、茨城県大洗町（大洗シーサイドステーション）などで行われた。

### キャスト（実写映画）
日胡の体内の細胞
- 赤血球（AE3803）：永野芽郁（幼少期：鈴木凜子[227]）
- 白血球（好中球 / U-1146）：佐藤健
- キラーT細胞：山本耕史[228]
- NK細胞：仲里依紗[228]
- マクロファージ：松本若菜[228]
- ヘルパーT細胞：染谷将太[229]
- 血小板：マイカ・ピュ[228][230]、泉谷星奈、磯村アメリ、英茉、原春奈、湯本柚子[231]、天野叶愛[230]、石塚七菜子
- 肺炎球菌：片岡愛之助[229]
- 化膿レンサ球菌：新納慎也[229]
- 黄色ブドウ球菌：小沢真珠[229]
- 好中球先生：塚本高史[232]
- 神経細胞：DJ KOO（TRF）[232]
- 白血病細胞：Fukase（SEKAI NO OWARI）[229] （骨髄芽球時：岩川晴[227]）
- 制御性T細胞：高橋りな[233]

茂の体内の細胞
- 新米赤血球：板垣李光人[229]
- 先輩赤血球：加藤諒[229]
- 老いた赤血球：海原はるか[227]
- 肝細胞：深田恭子[229]
- 茂の外肛門括約筋：一ノ瀬ワタル[232]

人間
- 漆崎日胡（うるしざき にこ）：芦田愛菜[221]
- 武田新：加藤清史郎[229]
- 漆崎茂（うるしざき しげる）：阿部サダヲ[221]

### スタッフ（実写映画）
- 原作：清水茜『はたらく細胞』（講談社『月刊少年シリウス』所載）、原田重光・初嘉屋一生・清水茜『はたらく細胞BLACK』（講談社『モーニング』所載）[219]
- 監督：武内英樹[219]
- 脚本：徳永友一[219]
- 音楽：Face 2 fAKE[234]
- 主題歌：Official髭男dism「50%」（IRORI Records / PONY CANYON Inc.）[235]
- 製作：山田邦雄、木下直哉、岩上敦宏、角田真敏、木村知郎、下田淳行、細野義朗[234]
- 企画：濱名一哉[234]
- エグゼクティブプロデューサー：小岩井宏悦[234]
- プロデューサー：田口生己、下田淳行[234]
- 共同プロデューサー：原公男、熊谷悠[234]
- ラインプロデューサー：及川義幸[234]
- 撮影：谷川創平[234]
- 照明：李家俊理[234]
- 録音：金杉貴史[234]
- 美術：三浦真澄、濱田千裕[234]
- 装飾：篠田公史[234]
- アクション監督：大内貴仁[234]
- 扮装統括・衣装コンセプト：柘植伊佐夫[234]
- 衣装デザイン・衣装製作：櫻井利彦[234]
- 衣装：大友洸介[234]
- ヘアメイク：荒木美穂[234]
- 編集：松尾浩[234]
- VFXプロデューサー：井上浩正[234]
- VFXスーパーバイザー：長崎悠[234]
- スーパーヴァイジングサウンドエディター：伊東晃[234]
- スクリプター：渡邉美恵[234]
- キャスティング：下鳥真沙[234]
- 助監督：洞功二[234]
- 監督補：楢木野礼[234]
- 制作担当：牧野内知行、碓井祐介[234]
- 制作プロダクション：ツインズジャパン
- 配給：ワーナー・ブラザース映画[219]
- 製作：映画「はたらく細胞」製作委員会

## ゲーム

### スマートフォンゲーム
いつでも はたらく細胞
スマートフォン用ゲームアプリとしてアニプレックスが2019年3月23日から配信開始。2020年1月31日にサービス終了。『はたらく細胞』本編の世界を舞台に、雑菌たちとのバトルや細胞の育成などを行う。原作ストーリーのほか、オリジナルストーリーも用意されていた。
オリジナルキャラクター
破骨細胞（はこつさいぼう）
声 - 寺島拓篤
骨芽細胞（こつがさいぼう）
声 - 日笠陽子
バルトネラ菌
声 - 諸星すみれ
パスツレラ菌
声 - 伊藤健太郎

### ボードゲーム
人体をまもれ! サバイバルゲーム
講談社の動く図鑑MOVE『人体のふしぎ 特装版』とのコラボ企画付録のすごろくとして同社が2020年11月30日発売（ISBN 978-4-06-521028-4）

### カードゲーム
はたらく細胞 学べるかるた
編集：講談社、監修：シリウス編集部、監修・原作：はたらく細胞製作委員会
かるたとして講談社が2021年11月1日発売（ISBN 978-4-06-525816-3）
はたらく細胞 あそんで学べる カードゲーム
編集：講談社、監修：月刊少年シリウス編集部、監修・原作：はたらく細胞製作委員会
アナログゲームのカードゲームとして講談社が2022年4月4日発売（ISBN 978-4-06-526798-1）

### 体験型ゲーム
リアル脱出ゲーム×はたらく細胞『変異ウイルスに侵された世界からの脱出』
体験型ゲームとしてSCRAPのリアル脱出ゲームが開催。以下、開催都市と日程。
- 東京：2022年4月22日 - 6月26日
- 名古屋：2022年7月1日 - 8月15日
- 札幌：2022年9月30日 - 10月23日
- 大阪：2022年11月10日 - 12月11日
- 岡山：2022年12月16日 - 2023年1月15日
- 仙台：2023年1月20日 - 2023年2月26日
- 福岡：2023年3月17日 - 2023年4月23日
- 横浜：2023年4月28日 - 2023年6月4日